# فهرست فرودگاه‌ها بر پایه کد ایکائو: K
فهرست فرودگاه‌ها بر پایه کد فرودگاهی ایکائو: A - B - C - D - E - F - G - H - I - J - K - L - M - N - O - P - Q - R - S - T - U - V - W - X - Y - Z
ببینید: فهرست فرودگاه‌ها بر پایه کد یاتا

## K - ایالات متحده آمریکا
همچنین رده و فهرست را ببینید.
فهرست فرودگاه‌ها بر پایه کد فرودگاهی ایکائو: A - B - C - D - E - F - G - H - I - J - K - L - M - N - O - P - Q - R - S - T - U - V - W - X - Y - Z
ببینید: فهرست فرودگاه‌ها بر پایه کد یاتا
نحوهٔ چینش اطلاعات:
- ایکائو؛ (یاتا)؛ نام فرودگاه؛ مکان فرودگاه

### KA
- KAAA – فرودگاه شهری لوگان (ایلی‌نویز) – لینکولن، ایلینوی
- KAAF (AAF) – فرودگاه محلی اپلچیکولا – آپالاچیکولا، فلوریدا
- KAAO – فرودگاه کولنل جیمز جابارا – ویچیتا، کانزاس
- KAAS – فرودگاه شهرستان تیلور (کنتاکی) – کمپبلسویل، کنتاکی
- KAAT – فرودگاه شهری التوراس – آلتوراس، کالیفرنیا
- KABE (ABE) – فرودگاه بین‌المللی لی والی – آلن‌تاون، پنسیلوانیا، بتلهم، پنسیلوانیا and ایستون، پنسیلوانیا، پنسیلوانیا
- KABI (ABI) – فرودگاه منطقه‌ای ابلین – ابیلین، تگزاس
- KABQ (ABQ) – فرودگاه بین‌المللی آلبوکرکی – البوکرکی
- KABR (ABR) – فرودگاه ابردین – ابردین، داکوتای جنوبی
- KABY (ABY) – فرودگاه محلی ساوثوست جرجیا – آلبانی، جورجیا
- KACB (ACB) – فرودگاه شهرستان آنتریم – Bellaire, Michigan
- KACJ – فرودگاه منطقه‌ای جیمی کارتر – امریکاس، جورجیا
- KACK (ACK) – فرودگاه نانتاکت مموریال – نانتاکت
- KACP – فرودگاه آلن پاریش – اووکدیل، لوئیزیانا
- KACQ – فرودگاه شهری واسکا – واسیکا، مینه‌سوتا
- KACT (ACT) – فرودگاه محلی واکو – ویکو، تگزاس
- KACV (ACV) – فرودگاه آرکتا-یورکا – آرکاتا، کالیفرنیا
- KACY (ACY) – فرودگاه بین‌المللی اتلنتیک سیتی – آتلانتیک سیتی، نیوجرسی
- KACZ – فرودگاه صحرایی هندرسون (کارولینای شمالی) – والیس، کارولینای شمالی
- KADC – فرودگاه شهری وادنا – وادنا، مینه‌سوتا
- KADG (ADG) – فرودگاه شهری لناوی – آدریان، میشیگان
- KADH (ADT) – فرودگاه شهری ایدا – ایدا، اکلاهما
- KADM (ADM) – فرودگاه شهری آردمور – آردمر، اکلاهما
- KADS (ADS) – فرودگاه آدیسون – آدیسون، تگزاس
- KADT – فرودگاه اتوود-راولینس سیتی-کوونتی – اتوود، کانزاس
- KADU – فرودگاه ادبان کاونتی – اودوبون، آیووا
- KADW (ADW) – پایگاه شکاری اندروز – کمپ اسپرینگز، مریلند
- KAEG – فرودگاه دابل ایگل ۲ – البوکرکی
- KAEL (AEL) – فرودگاه شهری آلبرت لی – آلبرت لی، مینه‌سوتا
- KAEX (AEX) – فرودگاه بین‌المللی الکساندارا (لوییزیانا) – الکساندریا، لوئیزیانا
- KAFF (AFF) – آکادمی نیروی هوایی ایالات متحده آمریکا Airfield – کلرادو اسپرینگز
- KAFJ (WSG) – فرودگاه واشنگتن کانتی (پنسیلوانیا) – واشینگتون، پنسیلوانیا
- KAFK – فرودگاه شهری نبراسکا سیتی – نبراسکا سیتی، نبراسکا
- KAFN (AFN) – فرودگاه جفری–محله هوایی سیلور رنچ – جاففری، نیوهمپشایر
- KAFO (AFO) – فرودگاه شهری آفتون – افتون، وایومینگ
- KAFP – فرودگاه آنسون کاونتی – وادسبورو، کارولینای شمالی
- KAFW (AFW) – فرودگاه فوت ورث الاینس – فورت وورث
- KAGC (AGC) – فرودگاه شهرستان آلیگینی – West Mifflin, Pennsylvania
- KAGO (AGO) – فرودگاه مگنولیا مونیسیپال – مونگولیا (آرکانزاس)
- KAGR – MacDill AFB Auxiliary Field – آوون پارک، فلوریدا
- KAGS (AGS) – فرودگاه منطقه‌ای آگوستا – آگوستا، جورجیا
- KAGZ – Wagner Municipal Airport – وگنر، داکوتای جنوبی
- KAHC (AHC) – فرودگاه صحرایی ارتشی آمد – Herlong, California
- KAHH (AHH) – فرودگاه شهری امری – آمری، ویسکانسین
- KAHN (AHN) – فرودگاه آتن – آتنز، جورجیا
- KAHQ – فرودگاه شهری واهو – واهو، نبراسکا
- KAIA (AIA) – فرودگاه شهری الیانس – الاینس، نبراسکا
- KAID (AID) – فرودگاه شهری اندرسن (Darlington Field) – اندرسون، ایندیانا
- KAIG – فرودگاه لانگلاد کاونتی – انتیگو، ویسکانسین
- KAIK (AIK) – فرودگاه شهری ایکن – ایکن، کارولینای جنوبی
- KAIO (AIO) – فرودگاه شهری اتلنتیک – آتلانتیک، آیووا
- KAIT – فرودگاه شهری ایتکین (Steve Kurtz Field) – ایتکین، مینه‌سوتا
- KAIV (AIV) – فرودگاه جرج داونر – آلیسویل
- KAIY (AIY) – فرودگاه صحرایی بادر (فرودگاه صحرایی بادر) – آتلانتیک سیتی، نیوجرسی (closed 2006)
- KAIZ (AIZ) – فرودگاه لی سی. فاین مموریال – Lake Ozark, Missouri
- KAJG – Mount Carmel Municipal Airport – مونت‌کارمل، ایلینوی
- KAJO – فرودگاه شهری کورونا – کورونا، کالیفرنیا
- KAJR – فرودگاه هبرشام کانتی – کرنلیا، جورجیا
- KAKH – فرودگاه شهری گستونیا – گستوونیا، کارولینای شمالی
- KAKO (AKO) – فرودگاه منطقه‌ای کلرادو – اکران، کلرادو
- KAKQ – Wakefield Municipal Airport – Wakefield, Virginia
- KAKR (AKC) – فرودگاه بین‌المللی اکرن فولتن – اکران، اوهایو
- KALB (ALB) – فرودگاه بین‌المللی آلبانی – آلبانی، نیویورک
- KALI (ALI) – فرودگاه بین‌المللی آلیس – آلیس، تگزاس
- KALM (ALM) – فرودگاه منطقه‌ای آلاموگوردو-وایت سندز – المگردوو، نیومکزیکو
- KALN (ALN) – فرودگاه محلی سنت لویس – آلتون، ایلینوی
- KALO (ALO) – فرودگاه محلی واترلو – وترلو، آیووا
- KALS (ALS) – فرودگاه منطقه‌ای سن لویس ولی – آلاموسا، کلرادو
- KALW (ALW) – فرودگاه محلی والا والا – والا والا، واشینگتن
- KALX (ALX) – فرودگاه صحرایی توماس سی. راسل – آلکساندر سیتی
- KAMA (AMA) – فرودگاه بین‌المللی ریک هازبند آماریلو – آماریلو، تگزاس
- KAMG – Bacon County Airport – آلما، جورجیا
- KAMN (AMN) – گراتیت کمیونیتی فرودگاه – آلما، میشیگان
- KAMT – فرودگاه الکساندر سالامون – West Union, Ohio
- KAMW (AMW) – فرودگاه شهری ایمز – ایمز، آیووا
- KANB (ANB) – فرودگاه انیستن متروپالیتن – آنیستون (آلاباما)
- KAND (AND) – فرودگاه منطقه‌ای اندرسن – اندرسون، کارولینای جنوبی
- KANE – فرودگاه انوکا کوونتی-بلاین (Janes Field) – مینیاپولیس
- KANJ – فرودگاه شهرستان سولت ماریه (Sanderson Field) – سالت اس‌تی‌ئی. ماری، میشیگان
- KANP (ANP) – فرودگاه لی – آناپولیس
- KANQ (ANQ) – فرودگاه تری-استیت استوبین کانتی – آنگولا، ایندیانا
- KANW (ANW) – فرودگاه شهری اینسوورت – اینسوورت، نبراسکا
- KANY (ANY) – فرودگاه شهری آنتونی – آنتونی، کانزاس
- KAOC – Arco Butte County Airport – آرکو، آیداهو
- KAOH (AOH) – فرودگاه شهری لیما آلن – لیما، اوهایو
- KAOO (AOO) – فرودگاه شهرستان آلتونا-بلایر – آلتونا، پنسیلوانیا
- KAOV – Ava Bill Martin Memorial Airport – Ava, Missouri
- KAPA (APA) – فرودگاه سنتنیال – سنتنیال، کلرادو (near دنور، کلرادو)
- KAPC (APC) – فرودگاه ناپا کانتی – ناپا، کالیفرنیا
- KAPF (APF) – فرودگاه شهری ناپل – نیپلز، فلوریدا
- KAPG (APG) – فرودگاه صحرایی فیلیپس – آبردین پروو گراوند، مریلند، مریلند
- KAPH (APH) – فرودگاه صحرایی ارتشی ای پی هیل – Fort A.P. Hill، ویرجینیا
- KAPN (APN) – فرودگاه منطقه‌ای شهرستان آلپنا – آلپنا، میشیگان
- KAPT (APT) – Marion County Airport (Brown Field) – جسپر، تنسی
- KAPV (APV) – فرودگاه اپل ولی (کالیفرنیا) – اپل ولی، کالیفرنیا
- KAQO – فرودگاه شهری ال لانو – لانو، تگزاس
- KAQP – Appleton Municipal Airport – اپلتون، مینه‌سوتا
- KAQR – Atoka Municipal Airport – اتوکا، اکلاهما
- KAQW – فرودگاه هاریمان-اند-وست – آدمز شمالی، ماساچوست
- KARA (ARA) – فرودگاه منطقه‌ای اکدیانا – نووا آیبیریا، لوئیزیانا
- KARB (ARB) – فرودگاه شهری آن آربور – ان آربر
- KARG (ARG) – فرودگاه محلی ولنات ریج – والنوت ریدج (آرکانزاس)
- KARM (WHT) – فرودگاه محلی وارتون – وارتون، تگزاس
- KARR (AUZ) – فرودگاه شهرستان اورورا (ایلی‌نوی) – آرورا، ایلینوی
- KART (ART) – فرودگاه بین‌المللی واترتاون – واترتاون، نیویورک
- KARV (ARV) – فرودگاه لیکلند (Noble F. Lee Memorial Field) – Minocqua / Woodruff, Wisconsin
- KARW (BFT) - فرودگاه شهرستان بووفرت - Beaufort County، کارولینای جنوبی
- KASD – فرودگاه اسلایدل – اسلایدل، لوئیزیانا
- KASE (ASE) – فرودگاه شهرستان اسپن – پیتکین – اسپن، کلرادو
- KASG (SPZ) – فرودگاه شهری اسپرینگدیل – اسپرینگدیل
- KASH (ASH) – فرودگاه شهری نشوا – نیوفیلدس، نیوهمپشایر
- KASJ – فرودگاه تری-کانتی (کارولینای شمالی) – اهوسکی، کارولینای شمالی
- KASL (ASL) – فرودگاه شهرستان هرسن – مارشال، تگزاس
- KASN (ASN) – فرودگاه شهری تالادیگا – Talladega, Alabama
- KAST (AST) – فرودگاه منطقه‌ای آستوریا – آستوریا، اورگن
- KASW – فرودگاه شهری وارساو (ایندیانا) – وارساو، ایندیانا
- KASX (ASX) – فرودگاه شعله جاودانی جان اف کندی – آشلند، ویسکانسین
- KASY (ASY) – Ashley Municipal Airport – اشلی، داکوتای شمالی
- KATA – Hall-Miller Municipal Airport – آتلانتا، تگزاس
- KATL (ATL) – فرودگاه بین‌المللی هارتسفیلد-جکسون آتلانتا – آتلانتا
- KATS (ATS) – فرودگاه شهری آرتیزا – آرتیژا، نیومکزیکو
- KATW (ATW) – فرودگاه منطقه‌ای اوتاگامی کانتی – Greenville, Wisconsin (near اپلتون، ویسکانسین)
- KATY (ATY) – فرودگاه محلی واترتاون – وترتاون، داکوتای جنوبی
- KAUG (AUG) – فرودگاه ایالنی آگوستا – آگوستا
- KAUH – فرودگاه شهرستان اورورا (نبراسکا) (Al Potter Field) – آرورا، نبراسکا
- KAUM (AUM) – فرودگاه شهری استن – آستین، مینه‌سوتا
- KAUN (AUN) – فرودگاه کالیفرنیا، شهرستان اوبرن – آوبرن، کالیفرنیا
- KAUO (AUO) – فرودگاه منطقه‌ای دانشگاه اوبرن – آوبرن، آلاباما
- KAUS (AUS) – فرودگاه بین‌المللی آستین – آستین، تگزاس
- KAUW (AUW) – فرودگاه وسو داونتاون – واسا، ویسکانسین
- KAVC – Mecklenburg-Brunswick Regional Airport – South Hill, Virginia
- KAVK – Alva Regional Airport – آلوا، اکلاهما
- KAVL (AVL) – فرودگاه منطقه‌ای اشویل – فلچر، کارولینای شمالی (near اشویل)
- KAVO (AVO) – فرودگاه ایون پارک ایگزکیتیو – آوون پارک، فلوریدا
- KAVP (AVP) – فرودگاه بین‌المللی ویلکز بار - اسکرانتون – Avoca, Pennsylvania
- KAVQ (AVW) – فرودگاه منطقه‌ای مارانا – مارانا، آریزونا (near توسان)
- KAVX (CIB) – فرودگاه کتلینا – آوالون، کالیفرنیا / Santa Catalina Island, California
- KAWG – Washington Municipal Airport – واشینگتن، آیووا
- KAWM (AWM) – فرودگاه شهری وست ممفیس – ممفیس غربی، آرکانزاس
- KAWO – فرودگاه شهری آرلینگتون (واشنگتن) – آرلینگتون، واشینگتن
- KAXA (AXG) – فرودگاه شهری آلگونا – آلگونا، آیووا
- KAXH – Houston-Southwest Airport – هیوستون
- KAXN (AXN) – فرودگاه شهری اسکندریه – الکساندریا، مینه‌سوتا
- KAXQ – فرودگاه کلریان کانتی – Clarion, Pennsylvania
- KAXS (AXS) – Altus/Quartz Mountain Regional Airport – آلتوس، اکلاهما
- KAXV (AXV) – فرودگاه نیل آرمسترانگ – واپاکونتا، اوهایو
- KAXX (AXX) – Angel Fire Airport – آنجل فایر، نیومکزیکو
- KAYS (AYS) – فرودگاه ویکراس-ویر کانتی – ویکراس، جورجیا
- KAYX – پایگاه نیروی هوایی آرنلد – تالاهوما، تنسی
- KAZC – فرودگاه شهری کلرادو – کلرادو سیتی، آریزونا
- KAZE – Hazlehurst Airport – هازلهارست، جورجیا
- KAZO (AZO) – فرودگاه بین‌المللی کالامازو – کالامازو / بتل‌کریک، میشیگان
- KAZU – Arrowhead Assault Strip – Fort Chaffee, Arkansas

### KB
- KBAB (BAB) – پایگاه نیروی هوایی بیل – ماریس ویل، کالیفرنیا
- KBAD (BAD) – پایگاه نیروی هوایی بارکسدال – بووژر، لوئیزیانا
- KBAF (BAF) – فرودگاه شهری بارنز – وستفیلد، ماساچوست / اسپرینگفیلد، ماساچوست
- KBAK (CLU) – فرودگاه ایندیانا شهرستان کلامبس – کلمبوس، ایندیانا
- KBAM (BAM) – فرودگاه بتل ماونتن – بتل مانتین، نوادا
- KBAX – فرودگاه یادبود شهرستان هیورن – بداکس، میشیگان
- KBAZ – فرودگاه شهری نیوبرانفلس – نیو برانفلز، تگزاس
- KBBB (BBB) – فرودگاه شهری بنسون (مینه‌سوتا) – بنسون، مینه‌سوتا
- KBBD – فرودگاه صحرایی کرتیس – بریدی، تگزاس
- KBBG (BKG) – فرودگاه برانسون (currently unnamed) – Hollister, Missouri - برنسون، میزوری
- KBBP (BTN) – فرودگاه شهرستان مارلبرو (H.E. Avent Field) – بنتسویل، کارولینای جنوبی
- KBBW (BBW) – فرودگاه شهری بروکن باو – برووکن باو، نبراسکا
- KBCB (BCB) – فرودگاه ویرجینیا – بلکسبرگ، ویرجینیا
- KBCE (BCE) – فرودگاه پارک ملی برایس کنیون – پارک ملی برایس کنیون
- KBCK – فرودگاه بلک ریور فلز ایریا – بلک ریور فالز، ویسکانسین
- KBCT (BCT) – فرودگاه بوکارتن – بوکا راتون، فلوریدا
- KBDE (BDE) – فرودگاه بین‌المللی باودت – باودت، مینه‌سوتا
- KBDG (BDG) – فرودگاه شهری بلاندینگ – بلندینگ، یوتا
- KBDJ – Boulder Junction Airport – Boulder Junction, Wisconsin
- KBDL (BDL) – فرودگاه بین‌المللی بردلی – Windsor Locks, Connecticut (near هارتفورد)
- KBDQ – فرودگاه شهری موریلتون – موریلتون، آرکانزاس
- KBDR (BDR) – فرودگاه سیکورسکی مموریال – بریجپورت
- KBEC (BEC) – فرودگاه بیچ فکتری – ویچیتا، کانزاس
- KBED (BED) – فرودگاه صحرایی هانسکم – بدفورد، ماساچوست
- KBEH (BEH) – فرودگاه محلی ساوثوست میشیگان – بندر بنتون، میشیگان
- KBFA – Boyne Mountain Airport – Boyne Falls, Michigan
- KBFD (BFD) – فرودگاه منطقه‌ای بردفرد – بردفورد، پنسیلوانیا
- KBFE – Terry County Airport – براونفیلد، تگزاس
- KBFF (BFF) – فرودگاه محلی وسترن نبراسکا (William B. Heilig Field) – اسکاتسبلاف، نبراسکا
- KBFI (BFI) – فرودگاه صحرایی بویینگ – سیاتل، واشینگتن
- KBFK – فرودگاه شهری بوفالو (اکلاهما) – بافلوو، اکلاهما
- KBFL (BFL) – فرودگاه صحرایی میدوس – بیکرزفیلد، کالیفرنیا
- KBFM (BFM) – فرودگاه موبایل داونتاون – موبیل
- KBFR (BFR) – فرودگاه شهری ویرجیل ال. گریسام – بدفورد، ایندیانا
- KBFW – Silver Bay Municipal Airport – سیلور بی، مینه‌سوتا
- KBGD – فرودگاه شهرستان هاچینسن (کانزاس) – بورگر، تگزاس
- KBGE (BGE) – محله هوایی دیکیتر کانتی اینداستریال – بینبریج، جورجیا
- KBGF – فرودگاه شهری وینچستر – وینچستر، تنسی
- KBGM (BGM) – فرودگاه گریتر بینگمتن – بینگهمتون، نیویورک
- KBGR (BGR) – فرودگاه بین‌المللی بنگر – بنگر، مین
- KBHB (BHB) – فرودگاه هنکاک کونتی-بار هاربر – بار هاربر، مین
- KBHC – Baxley Municipal Airport – بکسلی، جورجیا
- KBHK – فرودگاه شهری بیکر – بیکر، مونتانا
- KBHM (BHM) – فرودگاه بین‌المللی برمینگهم-شاتلسورث – برمینگهم، آلاباما
- KBID (BID) – فرودگاه ایالتی جزیره بلاک – بلاک آیلند
- KBIE – Beatrice Municipal Airport – بیتریس، نبراسکا
- KBIF (BIF) – فرودگاه صحرایی ارتشی بیگز – Fort Bliss، ال پاسو
- KBIH (BIH) – فرودگاه منطقه‌ای ایسترن سیرا – بیشاپ، کالیفرنیا
- KBIL (BIL) – فرودگاه بین‌المللی بیلینگز لوگان – بیلینگز
- KBIS (BIS) – فرودگاه شهری بیسمارک – بیسمارک، داکوتای شمالی
- KBIV (BIV) – فرودگاه محلی وست میشیگان – هلند، میشیگان
- KBIX (BIX) – پایگاه نیروی هوایی کیسلر – بیلاکسی، میسیسیپی
- KBJC (BJC) – فرودگاه راکی مانتین متروپولیتن – دنور، کلرادو
- KBJI (BJI) – فرودگاه منطقه‌ای بمیجی – بمیجی، مینه‌سوتا
- KBJJ (BJJ) – فرودگاه وینس کانتی (اوهایو) – ووستر، اوهایو
- KBKD – Stephens County Airport – برکنریج، تگزاس
- KBKE (BKE) – فرودگاه شهری بیکر سیتی – بیکر سیتی، اورگن
- KBKF – پایگاه نیروی هوایی باکلی – آورورا، کلرادو
- KBKL (BKL) – فرودگاه کلیولند برک لیکفرانت – کلیولند
- KBKS – Brooks County Airport – فالفوریاس، تگزاس
- KBKT (BKT) – فرودگاه صحرایی ارتشی بلکستون / فرودگاه صحرایی ارتشی بلکستون – Blackstone, Virginia
- KBKV – فرودگاه شهرستان هرناندو – بروکس‌ویل، فلوریدا
- KBKW (BKW) – فرودگاه شهرستان یادبود برکلی رلیق – بکلی، ویرجینیای غربی
- KBKX (BKX) – فرودگاه منطقه‌ای بروکینگز – بروکینگز، داکوتای جنوبی
- KBLF (BLF) – فرودگاه مرسر (ویرجینیا) – بلوفیلد، ویرجینیای غربی
- KBLH (BLH) – فرودگاه بلایت – بلایت، کالیفرنیا
- KBLI (BLI) – فرودگاه بین‌المللی بلینگهم – بلینگهام، واشینگتن
- KBLM (BLM) – فرودگاه مانموث اگزکیوتیو – بلمار، نیوجرسی / فارمینگدیل، نیوجرسی
- KBLU – فرودگاه بلو کنیون-نایک – Emigrant Gap, California
- KBLV (BLV) – فرودگاه میدامریکا سنت لوئیس / پایگاه نیرو هوایی سکات – بلویل، ایلینوی
- KBMC (BMC) – فرودگاه بریگم سیتی – بریگهم سیتی، یوتا
- KBMG (BMG) – فرودگاه مونرو کانتی (ایندیانا) – بلومینگتون، ایندیانا
- KBMI (BMI) – فرودگاه منطقه‌ای سنترال ایلنوی – بلومینگتون، ایلینوی
- KBML (BML) – فرودگاه منطقه‌ای برلین – برلین، نیوهمپشایر
- KBMQ – فرودگاه شهر بارنت (Kate Craddock Field) – برنت، تگزاس
- KBMT (BMT) – فرودگاه شهری بومانت – بومانت، تگزاس
- KBNA (BNA) – فرودگاه بین‌المللی نشویل – نشویل
- KBNG (BNG) – فرودگاه شهری بنینگ – بانینگ، کالیفرنیا
- KBNL – Barnwell County Airport – بارنول، کارولینای جنوبی
- KBNO (BNO) – فرودگاه شهر برنس – برنز، اورگن
- KBNW – Boone Municipal Airport – بون، آیووا
- KBOI (BOI) – فرودگاه بویزی (Gowen Field) – بویزی، آیداهو
- KBOK – Brookings State Airport – بروکینگس، اورگن
- KBOS (BOS) – فرودگاه بین‌المللی لوگان – بوستون
- KBOW (BOW) – فرودگاه شهری بارتوو – بارتاو، فلوریدا
- KBPG – فرودگاه بیگ اسپرینگ مک‌ماهون-رینکل – بیگ اسپرینگ، تگزاس
- KBPI (BPI) – فرودگاه صحرایی مایلی مموریال – بیگ پاینی، وایومینگ
- KBPK (WMH) – فرودگاه منطقه‌ای اوزارک (formerly Baxter County Regional Airport) – موریتون هوم (آرکانزاس)
- KBPP (BWM) – فرودگاه شهری بوومن – بوومن، داکوتای شمالی
- KBPT (BPT) – فرودگاه منطقه‌ای جک بروکس – نیدرلند، تگزاس (near بومانت، تگزاس & پورت آرتر، تگزاس)
- KBQK (BQK) – فرودگاه برانزویک گولدن آیل – برونس ویک، جورجیا
- KBQR (BQR) – فرودگاه بوفالو – Lancaster, New York
- KBRD (BRD) – فرودگاه منطقه‌ای برینرد لیک – برینرد، مینه‌سوتا
- KBRL (BRL) – فرودگاه محلی سوت ایست آیوا – بورلینگتون، آیووا
- KBRO (BRO) – فرودگاه بین‌المللی برانزویل/ساوث پادره آیلند – براونزویل، تگزاس
- KBRY – فرودگاه سمولس – بارداستاون، کنتاکی
- KBST – فرودگاه شهری بلفاست – بلفست، مین
- KBTF (BTF) – فرودگاه اسکای‌پارک – بونتیفول، یوتا
- KBTL (BTL) – فرودگاه محلی دبلیو. کی. کلوگ – بتل‌کریک، میشیگان
- KBTM (BTM) – فرودگاه برت مونی – بوت-سیلور باو، مونتانا
- KBTN – فرودگاه شهری بریتون – بریتن، داکوتای جنوبی
- KBTP (BTP) – فرودگاه باتلر کانتی (K.W. Scholter Field) – باتلر، پنسیلوانیا
- KBTR (BTR) – فرودگاه باتون‌روژ متروپالیتن – باتون‌روژ
- KBTV (BTV) – فرودگاه بین‌المللی برلینگتون – برلینگتون
- KBTY (BTY) – فرودگاه بیتی – بیتی، نوادا
- KBUB – Cram Field – بورول، نبراسکا
- KBUF (BUF) – فرودگاه بین‌المللی بوفالو نیاگارا – بوفالو، نیویورک
- KBUM – Butler Memorial Airport – Butler, Missouri
- KBUR (BUR) – فرودگاه باب هوپ – بربنک، کالیفرنیا
- KBUU – فرودگاه شهر برلینگتون، ویسکانسین – برلینگتون، ویسکانسین
- KBUY – فرودگاه منطقه‌ای برلینگتون-آلامانس – برلینگتن، کارولینای شمالی
- KBVI (BFP) – فرودگاه شهرستان بیور – باور فالس، پنسیلوانیا
- KBVN – فرودگاه شهری آلبیون – البیان، نبراسکا
- KBVO – Bartlesville Municipal Airport – بارتلزویل، اکلاهما
- KBVS (MVW) – فرودگاه محلی اسکجت – برلینگتون، واشینگتن & مونت ورنون، واشینگتن
- KBVX – فرودگاه باتسویل رجینال – بتسویلی (آرکانزاس)
- KBVY (BVY) – فرودگاه شهری بورلی – بورلی، ماساچوست
- KBWC (BWC) – فرودگاه شهری برلی میونیسیپل – براولی، کالیفرنیا
- KBWD (BWD) – فرودگاه منطقه‌ای براونوود – براونوود، تگزاس
- KBWG (BWG) – فرودگاه منطقه‌ای وولینگ گرین-وارن – بوولینگ گرین، کنتاکی
- KBWI (BWI) – فرودگاه بین‌المللی ثرگود مارشال بالتیمور واشینگتن – بالتیمور & واشینگتن، دی. سی.
- KBWP – فرودگاه هری استرن – وپیتون، داکوتای شمالی
- KBXA – George R. Carr Memorial Airfield – بوگلوسا، لوئیزیانا
- KBXG – Burke County Airport – وینزبرو، جورجیا
- KBXK (BXK) – فرودگاه شهری باکای – باکای، آریزونا
- KBXM (BXM) – فرودگاه اختصاصی برانزویک پایگاه هوایی برانزویک – Brunswick, Maine
- KBYG – Johnson County Airport – بوفالو، وایومینگ
- KBYH (BYH) – فرودگاه بین‌المللی آرکانزاس – بلایت ویلی (آرکانزاس)
- KBYI (BYI) – فرودگاه شهر برلی – برگلی، آیداهو
- KBYS – فرودگاه صحرایی ارتشی دریاچه بایسیکل (Fort Irwin) – بارستو، کالیفرنیا
- KBYY (BBC) – فرودگاه شهرستان بی سیتی – بی سیتی، تگزاس
- KBZN (BZN) – فرودگاه بین‌المللی بوزمن یلوواستون – بووزمن، مونتانا

### KC
- KCAD (CAD) – فرودگاه وکسفورد کانتی – کادیلاک، میشیگان
- KCAE (CAE) – فرودگاه شهرستان کلمبیا – وست کلامبیا، کارولینای جنوبی (near کلمبیا، کارولینای جنوبی)
- KCAG (CIG) – فرودگاه کریگ-موفات – کرایگ، کلرادو
- KCAK (CAK) – فرودگاه اکران (اوهایو) – اکران، اوهایو (near کنتون، اوهایو)
- KCAO (CAO) – محله هوایی شهری کلیتن – کلیتن، نیومکزیکو
- KCAR (CAR) – فرودگاه کاربو شهری – کربو، مین
- KCAV – فرودگاه شهری کلریان – کلریان، آیووا
- KCBE (CBE) – فرودگاه محلی گریتر کامبرلند – Cumberland, Maryland
- KCBF (CBF) – فرودگاه شهری کاونسل بلافس – کونسیل بلوفس، آیووا
- KCBG – فرودگاه شهرستان کمبریج (مینه‌سوتا) – کمبریج، مینه‌سوتا
- KCBK (CBK) – فرودگاه شهری کوولبی – کولبی، کانزاس
- KCBM – پایگاه نیروی هوایی کلامبس – کلامبس، میسیسیپی
- KCCA - فرودگاه کلینتون آرکانزاس - کلینتون (آرکانزاس)
- KCCB (CCB) – فرودگاه کابل – آپ لند، کالیفرنیا
- KCCO – فرودگاه شهرستان نونان-کووتا – نیونن، جورجیا
- KCCR (CCR) – فرودگاه صحرایی بیوکنن – کانکورد، کالیفرنیا
- KCCY (CCY) – فرودگاه منطقه‌ای شمال‌شرقی لوا – چارلز سیتی، آیووا
- KCDA (LLX) - فرودگاه منطقه کلیدونیا - Lyndonville, Vermont
- KCDC (CDC) – فرودگاه منطقه‌ای شهر سیدر – سدارسیتی، یوتا
- KCDD - فرودگاه آب‌نشین اسکاتس - Crane Lake, Minnesota
- KCDH – فرودگاه صحرایی هارل – کامدن (آرکانزاس)
- KCDI – فرودگاه شهرستان کمبریج (اوهایو) – کمبریج، اوهایو
- KCDK (CDK) – فرودگاه جورج تی لویس – سیدار کی، فلوریدا
- KCDN (CDN) – وودوارد فیلد (فرودگاه) – کمدن، کارولینای جنوبی
- KCDR (CDR) – فرودگاه شهری چادرون – چادرون، نبراسکا
- KCDS (CDS) – فرودگاه شهری چیلدرس – چیلدرس، تگزاس
- KCDW (CDW) – فرودگاه شهرستان اسکس – کیلدول، نیوجرسی
- KCEA (CEA) – فرودگاه صحرایی سسنا ایرکرفت – ویچیتا، کانزاس
- KCEC (CEC) – فرودگاه شهرستان دل نورت – کرس سنت سیتی، کالیفرنیا
- KCEF (CEF) – فرودگاه وستاور متروپالیتن / پایگاه هوایی ذخیره وستاور – اسپرینگفیلد، ماساچوست / شیکوپی، ماساچوست
- KCEK – Crete Municipal Airport – کریت، نبراسکا
- KCEU – فرودگاه منطقه‌ای اوکونی کانتی – کلمسون، کارولینای جنوبی
- KCEV – Mettel Field – کانرزویل، ایندیانا
- KCEW (CEW) – فرودگاه باب سایکس – کرست‌ویو، فلوریدا
- KCEY – فرودگاه شهرستان موری-کالوی – مری، کنتاکی
- KCEZ (CEZ) – فرودگاه شهری کرتز – کورتز، کلرادو
- KCFD (CFD) – فرودگاه صحرایی کولتر – برایان، تگزاس
- KCFE – فرودگاه شهری بوفالو (مینه‌سوتا) – بوفالو، مینه‌سوتا
- KCFJ – Crawfordsville Municipal Airport – کرافوردزویل، ایندیانا
- KCFS – فرودگاه منطقه تاسکولا – کارو، میشیگان
- KCFT (CFT) – فرودگاه شهرستان گرینلی – کلیفتن، آریزونا / Morenci, Arizona
- KCFV (CFV) – فرودگاه شهری کفیویل – کافی‌ویل، کانزاس
- KCGC – فرودگاه کریستال ریور – کریستال ریور، فلوریدا
- KCGE (CGE) – فرودگاه کمبریج-دورچستر – کیمبریج، مریلند
- KCGF (CGF) – فرودگاه شهرستان کویاهوگا – کلیولند
- KCGI (CGI) – فرودگاه منطقه‌ای کیپ گیرارداو – کیپ ژراردو، میزوری
- KCGS (CGS) – فرودگاه کالیج پارک – کالیج پارک، مریلند
- KCGZ (CGZ) – فرودگاه شهری کازا گرانده – کازا گرانده
- KCHA (CHA) – فرودگاه چتنوگا مترپالیتن – چاتانوگا
- KCHD – فرودگاه شهری چندلر – چندلر، آریزونا
- KCHK – Chickasha Municipal Airport – چیکشی، اکلاهما
- KCHN – فرودگاه شهری وچالا – واچولا، فلوریدا
- KCHO (CHO) – فرودگاه شارلوتسویل-البمارل – شارلوتزویل، ویرجینیا
- KCHQ – Mississippi County Airport – Charleston, Missouri
- KCHS (CHS) – فرودگاه بین‌المللی چارلستون (پایگاه شکاری چارلستن) – چارلستون، کارولینای جنوبی
- KCHT – Chillicothe Municipal Airport – Chillicothe, Missouri
- KCHU – فرودگاه شهرستان هیوستن (مینه‌سوتا) – کلدونیا، مینه‌سوتا
- KCIC (CIC) – فرودگاه شهری چیکو – چیکو، کالیفرنیا
- KCID (CID) – فرودگاه آیوای شرقی – سدار راپیدز، آیووا
- KCII – Choteau Airport – چوتاو، مونتانا
- KCIN (CIN) – فرودگاه آرتور ان. نوا – کارول، آیووا
- KCIR – Cairo Regional Airport – قاهره، ایلینوی
- KCIU (CIU) – فرودگاه بین‌المللی شهرستان چیپوا – سالت اس‌تی‌ئی. ماری، میشیگان
- KCJJ – Ellen Church Field – کرسکو، آیووا
- KCJR – فرودگاه منطقه‌ای کالپپر – Culpeper, Virginia
- KCKA (CKA) – Kegelman Air Force Auxiliary Field – چرکی، اکلاهما
- KCKB (CKB) – فرودگاه نورث سنترال در ویرجینیای غربی – کلارکسبرگ، ویرجینیای غربی
- KCKC (GRM) – فرودگاه شهرستان گرند مارایس/کوک – گرند ماری، مینه‌سوتا
- KCKF – فرودگاه کریسپ کانتی-کوردل – کردل، جورجیا
- KCKI – Williamsburg Regional Airport – کینگستر، کارولینای جنوبی
- KCKL – فرودگاه کلیف هاتفیلد مموریال – کالیپاتریا، کالیفرنیا
- KCKM – Fletcher Municipal Airport (Fletcher Field) – کلارکسدیل، میسیسیپی
- KCKN (CKN) – فرودگاه شهری کروکستون – کروکستون، مینه‌سوتا
- KCKP – Cherokee Municipal Airport – چروکی، آیووا
- KCKV (CKV) – فرودگاه منطقه‌ای شهرستانی کلارکسویل-مونتگومری – کلارک‌اسویل (تنسی)
- KCLE (CLE) – فرودگاه بین‌المللی کلیولند هاپکینز – کلیولند
- KCLI (CLI) – فرودگاه شهری کلینتونویل – کلینتون ویل، ویسکانسین
- KCLK – فرودگاه منطقه‌ای کلینتون – کلینتن، اکلاهما
- KCLL (CLL) – فرودگاه ایستر وود – کالج استیشن، تگزاس
- KCLM (CLM) – فرودگاه بین‌المللی ولیام ر. فیرچایلد – پورت آنجلس، واشینگتن
- KCLR – فرودگاه کلیف هاتفیلد مموریال – کالیپاتریا، کالیفرنیا
- KCLS – Chehalis-Centralia Airport – چهالیس، واشینگتن
- KCLT (CLT) – فرودگاه بین‌المللی شارلوت داگلاس – شارلوت
- KCLW (CLW) – محله هوایی کلیرواتر – کلیرواتر، فلوریدا
- KCMA – فرودگاه کاماریلو – کاماریلو، کالیفرنیا
- KCMH (CMH) – فرودگاه بین‌المللی پورت کلمبوس – کلمبوس
- KCMI (CMI) – فرودگاه ویلارد دانشگاه ایلینوی – Savoy, Illinois (Champaign-Urbana area)
- KCMR – فرودگاه صحرایی اچ. ای. کلارک مموریال – ویلیامز، آریزونا
- KCMX (CMX) – فرودگاه یادمان منطقه هوتن – هنکاک، میشیگان
- KCMY (CMY) – فرودگاه اسپارنا/فورت مک کوی – اسپارتا، ویسکانسین
- KCNC – Chariton Municipal Airport – چاریتون، آیووا
- KCNH (CNH) – فرودگاه شهری کلیرمانت – کلیرمانت، نیوهمپشایر
- KCNK (CNK) – فرودگاه شهری بلاسر – کانکوردیا، کانزاس
- KCNM (CNM) – پایانه هوایی کورن سیتی – کارلزبد، نیومکزیکو
- KCNO (CNO) – فرودگاه چینوو – چینو، کالیفرنیا
- KCNP – Billy G. Ray Field – چاپل، نبراسکا
- KCNU (CNU) – فرودگاه شنوت مارتن جانسن – شنوت، کانزاس
- KCNW (CNW) – فرودگاه تی‌اس‌تی‌سی وکو – ویکو، تگزاس
- KCNY (CNY) – ف رودگاه صحرایی کنیونلاندس – مواب، یوتا
- KCOD (COD) – فرودگاه منطقه‌ای یلوستون – کودی، وایومینگ
- KCOE (COE) – فرودگاه کار د لین – کار د لین، آیداهو
- KCOF (COF) – پایگاه نیروی هوایی پاتریک – کوکو بیچ، فلوریدا
- KCOI (COI) – فرودگاه جزیره مریت – جزیره مریت، فلوریدا
- KCOM – فرودگاه شهری کوولمن – کولمن، تگزاس
- KCON (CON) – فرودگاه شهری کنکورد – کنکورد (نیوهمپشایر)
- KCOQ – فرودگاه کلووکی کارلتن کاونتی – کلوکی، مینه‌سوتا
- KCOS (COS) – Colorado Springs Airport (City of Colorado Springs Municipal Airport) – کلرادو اسپرینگز
- KCOT – فرودگاه کوتولا-لا سل کانتی – کوتولا، تگزاس
- KCOU (COU) – فرودگاه منطقه‌ای کلمبیا – کلمبیا، میزوری
- KCPC – فرودگاه شهری کلامبس – وهیتویل، کارولینای شمالی
- KCPK – فرودگاه منطقه‌ای چسپیک – نورفوک، ویرجینیا
- KCPM (CPM) – فرودگاه کامپتون/وودلی – کامپتون، کالیفرنیا
- KCPR (CPR) – فرودگاه بین‌المللی کسپر/ناترونا کانتی – کسپر، وایومینگ
- KCPS (CPS) – فرودگاه مرکز شهر سنت لویس – Cahokia, Illinois (near سنت لوئیس)
- KCPT – Cleburne Municipal Airport – کلیبرن، تگزاس
- KCPU – فرودگاه شهرستان کالاوراس (Maury Rasmussen Field) – San Andreas, California
- KCQA – Lakefield Airport – سلینا، اوهایو
- KCQB – Chandler Regional Airport – چندلر، اکلاهما
- KCQF – فرودگاه اچ. ال. سونی کالاهان – فیرهوپ، آلاباما
- KCQM – Cook Municipal Airport – کوک، مینه‌سوتا
- KCQW (HCW) - فرودگاه شهری چراو - Chesterfield County، کارولینای جنوبی
- KCQX – فرودگاه شهری چتم – چتم، ماساچوست
- KCRE – فرودگاه گرند استرند – نرت مرتل بیچ، کارولینای جنوبی
- KCRG (CRG) – فرودگاه اجرایی جکسنویل در کریگ – جکسون‌ویل
- KCRO (CRO) – فرودگاه کورکوران – کورکوران، کالیفرنیا
- KCRP (CRP) – فرودگاه بین‌المللی کرپوس کریستی – کورپس کریستی
- KCRQ (CLD) – فرودگاه مک‌کلیلان-پالومار – کارلس بد، کالیفرنیا
- KCRS – فرودگاه صحرایی سی دیوید کمبل (C. David Campbell Field) – کورسیکانا، تگزاس
- KCRT – فرودگاه ز. م. جک استل فیلد – کراست (آرکانزاس)
- KCRW (CRW) – فرودگاه ایگر – چارلستون (ویرجینیای غربی)
- KCRX – فرودگاه رسکو ترنر – کرینت، میسیسیپی
- KCRZ – Corning Municipal Airport – کورنینگ، آیووا
- KCSB – فرودگاه شهرستان کمبریج (نبراسکا) – کیمبریج، نبراسکا
- KCSG (CSG) – فرودگاه جورجیا کلامبس – کولومبوس، جورجیا
- KCSM (CSM) – محله هوایی کلینتون-شرمان اینداستریال – کلینتن، اکلاهما
- KCSQ – Creston Municipal Airport – کرستون، آیووا
- KCSV – Crossville Memorial Airport (Whitson Field) – کروسویل، تنسی
- KCTB (CTB) – فرودگاه شهری کات بانک – کاتبنک، مونتانا
- KCTJ – فرودگاه محلی وست جورجیا (O.V. Gray Field) – کارولتون، جورجیا
- KCTK – فرودگاه اینگرسال – کانتون، ایلینوی
- KCTY (CTY) – فرودگاه کراس سیتی – کراس سیتی، فلوریدا
- KCTZ (CTZ) – فرودگاه سمپسن کانتی – کلینتن، کارولینای شمالی
- KCUB (CUB) – فرودگاه جیم همیلتون–ل. ب. اونز – کلمبیا، کارولینای جنوبی
- KCUH – Cushing Municipal Airport – کوشینگ، اکلاهما
- KCUL – Carmi Municipal Airport – کارمی، ایلینوی
- KCUT – Custer County Airport – کاستر، داکوتای جنوبی
- KCVG (CVG) – فرودگاه بین‌المللی سینسیناتی/کنتاکی شمالی – Hebron, Kentucky (near سینسینتی and کاوینگتن، کنتاکی)
- KCVH (HLI) - فرودگاه شهری هالیستر - هالیستر، کالیفرنیا
- KCVK – فرودگاه محلی شهرستان شارپ – اش فلت (آرکانزاس)
- KCVN (CVN) – فرودگاه شهری کلووویس – کلوویس، نیومکزیکو
- KCVO (CVO) – فرودگاه شهری کروالیس – کرولیس، اورگن
- KCVS (CVS) – پایگاه نیروی هوایی بال – کلوویس، نیومکزیکو
- KCVX – فرودگاه شهری چارلوویکس – شارلووی، میشیگان
- KCWA (CWA) – فرودگاه سنترال ویسکانسن – ماسینی، ویسکانسین
- KCWF (CWF) – فرودگاه بین‌المللی شنلت – لیک چارلز، لوئیزیانا
- KCWI – فرودگاه شهری کلینتون آیوو – کلینتون، آیووا
- KCWS – فرودگاه صحرایی دنیس واینگارتنر کنترل – کان‌وی، آرکانزاس
- KCWV – Claxton-Evans County Airport – کلگستون، جورجیا
- KCXE – Chase City Municipal Airport – Chase City, Virginia
- KCXL (CXL) – فرودگاه بین‌المللی کلکسیکو – کالکزیکو، کالیفرنیا
- KCXO (CXO) – فرودگاه جامع لونه استار – هیوستون
- KCXP – فرودگاه کارسون – کارسون‌سیتی
- KCXU – Camilla-Mitchell County Airport – کامیلا، جورجیا
- KCXY (HAR) – فرودگاه پینسیلوانیا (کاپیتال سیتی) – هریسبورگ، پنسیلوانیا
- KCYO – Pickaway County Memorial Airport – سیرکلویل، اوهایو
- KCYS (CYS) – فرودگاه منطقه‌ای شاین (Jerry Olson Field) – شاین، وایومینگ
- KCYW – فرودگاه شهری کلی اسنتر – کلی سنتر، کانزاس
- KCZD – Cozad Municipal Airport – کوزاد، نبراسکا
- KCZG (CZG) – فرودگاه تری-سیتیز (نیویورک) – Endicott, New York
- KCZK (CZK) – فرودگاه کسکید لاک استیت – کسکد لکس، اورگن
- KCZL – Tom B. David Field – کالهون، جورجیا
- KCZT – Dimmit County Airport – کریزو اسپرینگز، تگزاس

### KD
- KDAA – فرودگاه صحرایی ارتشی داویسون – فورت بلووار
- KDAB – فرودگاه بین‌المللی روزتونا بیچ – دیتونا بیچ، فلوریدا
- KDAF – Necedah Airport – Necedah, Wisconsin
- KDAG – فرودگاه بارستوو-داگت – Daggett, California
- KDAL – فرودگاه دالاس لاو – دالاس
- KDAN – فرودگاه منطقه‌ای دنویل – دنویل، ویرجینیا
- KDAW – فرودگاه اسکای‌هیون (نیوهمپشایر) – سنبورنویل، نیوهمپشایر
- KDAY – فرودگاه بین‌المللی دیتون – دیتون
- KDBN – فرودگاه دبلیو. اچ. باد بارن – دابلین، جورجیا
- KDBQ – فرودگاه منطقه‌ای دبیوک – دوبوک، آیووا
- KDCA – فرودگاه ملی رونالد ریگان واشنگتن – شهرستان آرلینگتون (near واشینگتن، دی. سی.)
- KDCU (DCU) – فرودگاه محلی پریور فیلد – دیکیتر، آلاباما
- KDCY – فرودگاه دیویس کانتی – واشینگتون، ایندیانا
- KDDC – فرودگاه منطقه‌ای شهری داج – داج سیتی، کانزاس
- KDDH – فرودگاه‌ایالت ویلیام اچ مورس – بنینگتون، ورمونت
- KDEC – فرودگاه دیکیتر – دیکیتور، ایلینوی
- KDED – فرودگاه شهری دلند (Sidney H. Taylor Field) – دولند، فلوریدا
- KDEH – فرودگاه شهری دکوراه – دکوراه، آیووا
- KDEN – فرودگاه بین‌المللی دنور (replaced Stapleton Int'l) – دنور، کلرادو
- KDEQ – فرودگاه شهرستان لین هلمز سویر – دی کویین (آرکانزاس)
- KDET – فرودگاه بین‌المللی کوولمن یانگ – دیترویت
- KDEW – فرودگاه دیر پارک – دیر پارک، واشینگتن
- KDFI – فرودگاه دیفاینس ممریال – دفیانس، اوهایو
- KDFW – فرودگاه بین‌المللی دالاس-فورت ورث – دالاس & فورت وورث
- KDGL (DGL) – فرودگاه شهرستان داگلاس آریزونا – داگلاس، آریزونا
- KDGW – فرودگاه کانورس کانتی – داگلاس، وایومینگ
- KDHN (DHN) – فرودگاه منطقه‌ای دووتن – دوثن، آلاباما
- KDHT – فرودگاه شهری دالهارت – دالهارت، تگزاس
- KDIK – فرودگاه منطقه‌ای دیکینسن تئودور روزولت – دیکینسن، داکوتای شمالی
- KDKB – فرودگاه شهری دکالب تیلور – دکالب، ایلینوی
- KDKK – فرودگاه شتکوا کانتی/دانکیرک – دانکیرک، نیویورک
- KDKR – فرودگاه شهرستان هیوستن (تگزاس) – کراکت، تگزاس
- KDKX – فرودگاه ناکسویل داونتاون آیلند – ناکسویل
- KDLC – فرودگاه دیلن کاونتی – دیلون، کارولینای جنوبی
- KDLF – پایگاه نیروی هوایی لفلین – دل ریو، تگزاس
- KDLH – فرودگاه بین‌المللی دلوت – دولوث، مینه‌سوتا
- KDLL – فرودگاه بارابو-ویسکونسین دلز – بارابو، ویسکانسین
- KDLN – Dillon Airport – دیلن، مونتانا
- KDLO – فرودگاه شهری دلینو – دلانو، کالیفرنیا
- KDLS – فرودگاه کلمبیا منطقه‌ای جرج (The Dalles Municipal Airport) – دلس، اورگن
- KDLZ – Delaware Municipal Airport – دلاوار، اوهایو; Dale Mabry Field (1928–1961) - تالاهاسی
- KDMA (DMA) – پایگاه نیروی هوایی دیویس–مونتهن – توسان
- KDMN – فرودگاه شهری دمینگ – دمینگ، نیومکزیکو
- KDMO – فرودگاه سدلیا مموریال – سدالیا، میزوری
- KDMW – فرودگاه منطقه‌ای شهرستانکرل (Jack B. Poage Field) – وستمینستر، مریلند
- KDNL – فرودگاه صحرایی دنیل – آگوستا، جورجیا
- KDNN – فرودگاه شهری دالتن – دالتون، جورجیا
- KDNS – Denison Municipal Airport – دنیسون، آیووا
- KDNV – فرودگاه شنگرفی – دنویل، ایلینوی
- KDOV – پایگاه نیروی هوایی دوور – دوور
- KDPA – فرودگاه دوپاگ – وست شیکاگو، ایلینوی
- KDPG – فرودگاه صحرایی ارتشی مایکل – Dugway Proving Ground، یوتا
- KDPL – فرودگاه شهرستان دوپلین – کنانسویل، کارولینای شمالی
- KDQH – فرودگاه شهرستان داگلاس جورجیا – داگلاس، جورجیا
- KDRA – فرودگاه دزرت راک – Mercury, Nevada
- KDRI – فرودگاه منطقه‌ای بووریگارد – دریددر، لوئیزیانا
- KDRO – فرودگاه شهرستان دورانگو-لا پلاتا – دورانگو، کلرادو
- KDRT – فرودگاه بین‌المللی دل ریوو د ژانیرو – دل ریو، تگزاس
- KDRU – Drummond Airport – درامند، مونتانا
- KDSM – فرودگاه بین‌المللی دی موین، آیووا – دی موین، آیووا
- KDSV – فرودگاه شهری دنسویل – Dansville, New York
- KDTA – فرودگاه شهری دلتا – دلتا، یوتا
- KDTG – Dwight Airport – Dwight, Illinois
- KDTL – فرودگاه دیترویت لیک (Wething Field) – دیترویت لیکز، مینه‌سوتا
- KDTN – فرودگاه شروپورت دانتون – شریوپورت
- KDTO – فرودگاه شهری دنتن – دنتون، تگزاس
- KDTS – فرودگاه دستین-فورت ولتن بیچ – دستین، فلوریدا
- KDTW – فرودگاه متروپولیتن وین کانتی دیترویت – رومالوس، میشیگان (near دیترویت)
- KDUA – فرودگاه منطقه‌ای درنت (باند اکر) – درنت، اکلاهما
- KDUC – فرودگاه هالی – دانکن، اکلاهما
- KDUG (DUG) – فرودگاه بین‌المللی بیسبی-داگلاس – بیسبی، آریزونا / داگلاس، آریزونا
- KDUH – فرودگاه برون‌شهری تولدو – Lambertville, Michigan
- KDUJ – فرودگاه منطقه‌ای دوبوا (formerly DuBois-Jefferson County Airport) – دوبویس، پنسیلوانیا
- KDUX – فرودگاه مور کانتی (تگزاس) – دوماس، تگزاس
- KDVK – فرودگاه صحرایی استوارت پاول – دنویل، کنتاکی
- KDVL – فرودگاه منطقه‌ای دول لیک – دول لیک، داکوتای شمالی
- KDVN – فرودگاه شهرستان دونپورت (آیووا) – دونپورت
- KDVO – فرودگاه شهرستان مارین – نوواتو، کالیفرنیا
- KDVP – Slayton Municipal Airport – اسلی‌تن، مینه‌سوتا
- KDVT (DVT) – فرودگاه فینکس دیر ولی – فینیکس، آریزونا
- KDWH – فرودگاه دیوید وین هوکس ممریال – اسپرینگ، تگزاس
- KDWU – فرودگاه منطقه‌ای اش‌لند – اشلند، کنتاکی
- KDXE – Dexter Municipal Airport – Dexter, Missouri
- KDXR – فرودگاه شهری دنبری – دانبری، کنتیکت
- KDXX – Lac qui Parle County Airport – میدسن، مینه‌سوتا
- KDXZ - فرودگاه شهری سنت جورج - سنت. جورج، یوتا
- KDYA – فرودگاه شهری دموپولیس – دموپولیس، آلاباما
- KDYB – Summerville Airport – سامرویل، کارولینای جنوبی
- KDYL – فرودگاه دویلستوون – Doylestown, Pennsylvania
- KDYR – فرودگاه محلی دایرسبرگ – دایرزبورگ، تنسی
- KDYS – پایگاه نیروی هوایی دیس – ابیلین، تگزاس
- KDYT – Sky Harbor Airport – دولوث، مینه‌سوتا
- KDZJ - فرودگاه بلیرزویل - بلیرزویل، جورجیا

### KE
- KEAG – Eagle Grove Municipal Airport – ایگل گروو، آیووا
- KEAN – Phifer Airfield – واتلاند، وایومینگ
- KEAR – فرودگاه شهری کیرنی – کارنی، نبراسکا
- KEAT – فرودگاه پاننگبورن مموریال – وناتچی، واشینگتن
- KEAU – فرودگاه منطقه‌ای چیپوا ولی – ایوکلیر، ویسکانسین
- KEBG – فرودگاه بین‌المللی سوت تگزاس در ادینبرگ – ادینبرگ، تگزاس
- KEBS – Webster City Municipal Airport – وبستر سیتی، آیووا
- KECG – فرودگاه منطقه‌ای الیزابت / Elizabeth City CGAS – ایلیزبت سیتی، کارولینای شمالی
- KECS – Mondell Field – نیوکاسل، وایومینگ
- KECU – Edwards County Airport – راک‌اسپرینگز، تگزاس
- KEDC – فرودگاه استن ایگزکیتیو – آستین، تگزاس
- KEDE – فرودگاه منطقه‌ای نورث‌ایستن – ادنتون، کارولینای شمالی
- KEDG – Weide Army Airfield – آبردین پروو گراوند، مریلند، آبردین پروو گراوند، مریلند، مریلند
- KEDJ – فرودگاه منطقه‌ای بلفاونتن – بلفونتاین، اوهایو
- KEDN (ETS) – فرودگاه شهری انترپرایز (آلاباما) – اینترپرایز، آلاباما
- KEDW – پایگاه نیروی هوایی ادواردز – Rosamond, California
- KEED – فرودگاه نیدلز – نیدلز، کالیفرنیا
- KEEN – فرودگاه دیلانت-هاپکینس – کین، نیوهمپشایر
- KEEO – Meeker Airport – میکر، کلرادو
- KEET – فرودگاه شهرستان شل‌بای (آلاباما) – آلاباستر، آلاباما
- KEFC – Belle Fourche Municipal Airport – بل فورشی، داکوتای جنوبی
- KEFD – فرودگاه صحرایی الینگتن – هیوستون
- KEFK – فرودگاه ایالتی نیوپورت، ورمونت – Newport, Vermont
- KEFT – Monroe Municipal Airport – مانرو، ویسکانسین
- KEFW – Jefferson Municipal Airport – جفرسون، آیووا
- KEGE – فرودگاه منطقه‌ای شهرستان ایگل – ایگل، کلرادو (near وایل، کلرادو)
- KEGI – فرودگاه صحرایی دوک (Eglin Auxiliary Field 3) – کرست‌ویو، فلوریدا
- KEGQ – Emmetsburg Municipal Airport – امتسبورگ، آیووا
- KEGT – فرودگاه ولینگتون – ولینگتون، کانزاس
- KEGV – فرودگاه ایگل ریور یونیون – ایگل ریور، ویسکانسین
- KEHA – فرودگاه الکارت-مورتون کاونتی – الخارت، کانزاس
- KEHO – فرودگاه محلی شل‌بای‌شهرستان کلیولند – شلبی، کارولینای شمالی
- KEHR – فرودگاه شهرستان هندرسون – هندرسن، کنتاکی
- KEIN – فرودگاه پاین ریج – پاین ریج، داکوتای جنوبی
- KEIW – County Memorial Airport – New Madrid, Missouri
- KEKA – پایگاه هوایی موری – اورکا، کالیفرنیا
- KEKM – فرودگاه شهری الکارت – الکارت، ایندیانا
- KEKN – Elkins-Randolph County Airport (Jennings Randolph Field) – الکینس، ویرجینیای غربی
- KEKO – فرودگاه محلی الکو – الکو، نوادا
- KEKQ – فرودگاه وین کانتی (کنتاکی) – مانتیچلوو، کنتاکی
- KEKX – فرودگاه منطقه‌ای ایلیزبتتاون – الیزابتتاون، کنتاکی
- KEKY – فرودگاه بسمر – بسمر (آلاباما)
- KELA – Eagle Lake Airport – ایگل لیک، تگزاس
- KELD – فرودگاه محلی سوت آرکانزاس در گودوینفیلد – الدورادو (آرکانزاس)
- KELK – Elk City Municipal Airport – الک سیتی، اکلاهما
- KELM – فرودگاه منطقه‌ای المیرا\کورنینگ – Big Flats, New York (near المیرا، نیویورک & کورنینگ، نیویورک)
- KELN – فرودگاه باورز – النس بورگ، واشینگتن
- KELO – فرودگاه شهری ایلی – الی، مینه‌سوتا
- KELP – فرودگاه بین‌المللی ال پاسو – ال پاسو
- KELY – فرودگاه الی – ایلی، نوادا
- KELZ – فرودگاه ولز، انگلستان – Wellsville, New York
- KEMM – فرودگاه شهری کمرر – کمرر، وایومینگ
- KEMP – فرودگاه شهری امپوریا – امپوریا، کانزاس
- KEMT – فرودگاه ال مونته – ال مونته، کالیفرنیا
- KEMV – Emporia-Greensville Regional Airport – امپوریا، ویرجینیا
- KEND – پایگاه نیرو هوایی ونس – اینید، اکلاهما
- KENL – Centralia Municipal Airport – سنتریلیا، ایلینوی
- KENV – فرودگاه ونداور – ونداور، یوتا
- KENW – فرودگاه منطقه‌ای کنوشا – کنوشا، ویسکانسین
- KEOK – فرودگاه شهری کئوکوک – کیکوک، آیووا
- KEOP – فرودگاه پایک کانتی، اوهایو – ویورلی، اوهایو
- KEOS – فرودگاه نوشو هیو رابینسن – نیوشو، میزوری
- KEPG – Browns Airport – ویپینگ وتر، نبراسکا
- KEPH – فرودگاه شهری افرتا – افراتا، واشینگتن
- KEPM – فرودگاه شهری ایستپورت – ااستپورت، مین
- KEQA – فرودگاه کپتن جک توماس/ال درادو – ال دورادو، کانزاس
- KEQY – فرودگاه شارلوت-مونرو ایگزکیتیو – منروو، کارولینای شمالی
- KERI – فرودگاه بین‌المللی اری (Tom Ridge Field) – اری، پنسیلوانیا
- KERR – Errol Airport – Errol, New Hampshire
- KERV – فرودگاه شهری کرویل (Louis Schreiner Field) – کرویل، تگزاس
- KERY – فرودگاه شهری لوس – Newberry, Michigan
- KESC – فرودگاه دلتا کانتی – اسکانابا، میشیگان
- KESF – فرودگاه صحرایی اسلر – الکساندریا، لوئیزیانا
- KESN – فرودگاه مریلند – ایستن، مریلند
- KEST – Estherville Municipal Airport – استرویل، آیووا
- KESW – فرودگاه ایالتی ایستن – Easton, Washington
- KETB – فرودگاه شهری وست بند – بند غربی، ویسکانسین
- KETC – Tarboro-Edgecombe Airport – تاربورو، کارولینای شمالی
- KETN – Eastland Municipal Airport – ایستلند، تگزاس
- KEUF (EUF) – وویدون فلید – یوفلا، آلاباما
- KEUG – فرودگاه اوژن – یوجین، اورگن
- KEUL – فرودگاه صنعتی کلدول – کالدول، آیداهو
- KEVB – فرودگاه شهری نیو اسمیرنا بیچ – نیو اسمیرنا بیچ، فلوریدا
- KEVM – Eveleth-Virginia Municipal Airport – ایولت، مینه‌سوتا
- KEVU – فرودگاه منطقه‌ای نورث‌وست (میسوری) – مری‌ویل، میزوری
- KEVV – فرودگاه محلی اونسویل – اونسویل، ایندیانا
- KEVW – Evanston-Uinta County Airport (Burns Field) – اونستون، وایومینگ
- KEVY – فرودگاه سومیت (دلاور) – میدلتاون، دلاور
- KEWB – فرودگاه منطقه‌ای نیو بدفورد – بدفورد جدید، ماساچوست
- KEWK – فرودگاه نیوتاون سیتی/کانتی – نوتن، کانزاس
- KEWN – فرودگاه منطقه‌ای کوستل کارولینا – نیو برن، کارولینای شمالی
- KEWR – فرودگاه بین‌المللی لیبرتی نیوآرک – نیوآرک، الیزابت، نیوجرسی
- KEXX – فرودگاه دیویدسن کانتی – لکسینگتن، کارولینای شمالی
- KEYE – محله هوایی ایگل کریک – ایندیاناپولیس
- KEYF – فرودگاه صحرایی کورتیس ال براون جی آر – ایلیزبتتاون، کارولینای شمالی
- KEYQ – فرودگاه محله هوایی وایزر – هیوستون
- KEYW – فرودگاه بین‌المللی کی وست – کی وست، فلوریدا
- KEZF – Shannon Airport – فردریکزبرگ، ویرجینیا
- KEZI – Kewanee Municipal Airport – کیونی، ایلینوی
- KEZM – Heart of Georgia Regional Airport – استمن، جورجیا
- KEZS - فرودگاه شهری شاوانو - شاوانو، ویسکانسین
- KEZZ – Cameron Memorial Airport – Cameron, Missouri

### KF
- KFAF – Felker Army Airfield – Fort Eustis, Virginia
- KFAM – Farmington Regional Airport – فارمینگتون، میزوری
- KFAR – فرودگاه بین‌المللی هکتور – فارگو
- KFAT – فرودگاه بین‌المللی فرسنو یوسیمیتی – فرزنو
- KFAY – فرودگاه ناحیه‌ای فیتیول (Grannis Field) – فییتویل، کارولینای شمالی
- KFBG – فرودگاه سیمونس آرمی – فورت برگ (پایگاه نظامی)
- KFBL – Faribault Municipal Airport – فیریبو، مینه‌سوتا
- KFBR – Fort Bridger Airport – فرت بریجر، وایومینگ
- KFBY – Fairbury Municipal Airport – فایربوری، نبراسکا
- KFCA – فرودگاه بین‌المللی گلیشر پارک – کلسپل، مونتانا
- KFCH – فرودگاه فرسنو چاندلر اگزکیوتیو – فرزنو
- KFCI – فرودگاه چسترفیلد کانتی – ریچموند، ویرجینیا
- KFCM – فرودگاه فلایینگ کلاود – مینیاپولیس
- KFCS –  Butts Army Airfield  (Fort Carson) – Fort Carson, Colorado
- KFCT – فرودگاه واگابوند آرمی – یاکیما، واشینگتن
- KFCY – فرودگاه شهری فارست سیتی (شمال) – فارست سیتی (آرکانزاس)
- KFDK – فرودگاه شهری فردریک (مریلند) – فردریک، مریلند
- KFDR – فرودگاه منطقه‌ای فردریک – فردریک، اکلاهما
- KFDW – فرودگاه صحرایی فیرفیلد (کارولینای شمالی) – وینسبورو، کارولینای جنوبی
- KFDY – فرودگاه فایند لی – فیندلای، اوهایو
- KFEP – Albertus Airport – فری‌پورت، ایلینوی
- KFES – Festus Memorial Airport – فستوس، میزوری
- KFET – فرودگاه شهری فریمونت (نبرسکا) – فریمانت، نبراسکا
- KFFA – فرودگاه فرست فلایت – کیل دول هیل، کارولینای شمالی
- KFFC – فالکن فیلد (جورجیا) – پیچتری سیتی، جورجیا
- KFFL – فرودگاه شهری فیرفیلد (آیوا) – فیرفیلد، آیووا
- KFFM – فرودگاه شهری فرگس فالز (Einar Mickelson Field) – فرگوس فالز، مینه‌سوتا
- KFFO – پایگاه نیروی هوایی رایت-پترسون – دیتون
- KFFT – فرودگاه کینتوکی (کاپیتال سیتی) – فرانکفورت، کنتاکی
- KFFZ (MSC) – فالکن فیلد (آریزونا) – میزا
- KFGX – فرودگاه فلمینگ-میسون – فلمینگسبورگ، کنتاکی
- KFHB - فرودگاه شهری ساحل فرناندینا - فرناندینا بیچ، فلوریدا
- KFHR – فرودگاه بندر جمعه – فرایدی هاربر (واشینگتن)
- KFHU (FHU) – فرودگاه شهری سیرا ویستا / فرودگاه شهری سیرا ویستا – Fort Huachuca / سیرا ویستا، آریزونا
- KFIG – فرودگاه کلیرفیلد-لاورنس – Clearfield, Pennsylvania
- KFIT – فرودگاه شهری فیتچبرگ – فیچبرگ، ماساچوست
- KFKA – فرودگاه شهرستان فیلمور – پرستون، مینه‌سوتا
- KFKL – فرودگاه محلی ونانگو – فرانکلین، پنسیلوانیا
- KFKN – فرودگاه شهری فرانکلین-صحرایی جان بورلی رز (John Beverly Rose Field) – فرانکلین، ویرجینیا
- KFKR – Frankfort Municipal Airport – فرانکفورت، ایندیانا
- KFKS – میدان هوایی فرنکفورت دو مموریال – فرانکفورت، میشیگان
- KFLD – فرودگاه شهرستان فوند دو لاک – فوند دو لک، ویسکانسین
- KFLG (FLG) – فرودگاه فلگ‌استاف پولیام – فلگستف، آریزونا
- KFLL – فرودگاه بین‌المللی فورت لادرداله – هالی‌وود – فورت لادردیل، فلوریدا / هالیوود، فلوریدا
- KFLO – فرودگاه محلی فلورنس – فلرنس، کارولینای جنوبی
- KFLP – فرودگاه منطقه‌ای شهرستان ماریون – فلایپین (آرکانزاس)
- KFLV – فرودگاه شرمان آرمی – Fort Leavenworth, Kansas
- KFLX – فرودگاه شهرستان فالن – فالون، نوادا
- KFME – فرودگاه تیپتن – فرت مید، مریلند / ودنتون، مریلند
- KFMH – پایگاه هوایی گارد ملی اوتیس – فالموت، ماساچوست
- KFMN – فرودگاه محلی فورت کورنرز – فارمینگتن، نیومکزیکو
- KFMY – پایگاه هوایی پیج – فورت مایرز، فلوریدا
- KFMZ – فرودگاه صحرایی ایالت فیرمونت – فرمانت، نبراسکا
- KFNB – Brenner Field – فلز سیتی، نبراسکا
- KFNL – فرودگاه فورت کولینز-شهری لاولند – فورت کالینز، کلرادو / لاولند، کلرادو
- KFNT – فرودگاه بین‌المللی بیشاپ – فلینت
- KFOA – Flora Municipal Airport – فلورا، ایلینوی
- KFOD – فرودگاه محلی فورت دوج – فورت داج، آیووا
- KFOE – فرودگاه صحرایی فوربز – توپیکا
- KFOK – فرودگاه فرانسیس اس. گبرسکی – Westhampton Beach, New York
- KFOM - فرودگاه شهری فیلمور - فیلمور، یوتا
- KFOT – فرودگاه راهنرویل – فورتونا، کالیفرنیا
- KFOZ – Bigfork Municipal Airport – بیگ‌فورک، مینه‌سوتا
- KFPK – فرودگاه فیتچ اچ. بیتچ – شارلوت، میشیگان
- KFPR – فرودگاه بین‌المللی شهرستان سنت لوسی – فورت پیرس، فلوریدا
- KFQD – Rutherford County Airport (Marchman Field) – روتهرفوردتون، کارولینای شمالی
- KFRG – فرودگاه ملی آمریکا – East Farmingdale, New York
- KFRH – فرودگاه شهری فرنچ لیک – French Lick, Indiana
- KFRI – فرودگاه صحرای ارتشی مارشال – Fort Riley / جانکشن سیتی، کانزاس
- KFRM – فرودگاه شهری فیرمونت (میته‌سوتا) – فیرمونت، مینه‌سوتا
- KFRR – Front Royal-Warren County Airport – Front Royal, Virginia
- KFSD – فرودگاه محلی سو فالز (Joe Foss Field) – سو فالز، داکوتای جنوبی
- KFSE – Fosston Municipal Airport – فوستون، مینه‌سوتا
- KFSI – فرودگاه صحرایی ارتشی هنری پوست – Fort Sill / لتن، اکلاهما
- KFSK – فرودگاه شهری فورت اسکات – فورت اسکات، کانزاس
- KFSM – فرودگاه محلی فورت اسمیث – فورت اسمیث، آرکانزاس
- KFSO – فرودگاه شهرستان فرانکلین (خارجه) – Highgate, Vermont
- KFST – فرودگاه فورت استاکتون پکوس – فورت استاکتون، تگزاس
- KFSU – فرودگاه شهری فورت سامنر – Fort Sumner, New Mexico
- KFSW – Fort Madison Municipal Airport – فورت مدیسون، آیووا
- KFTG – فرودگاه فرانت رینج – آورورا، کلرادو
- KFTK – فرودگاه صحرایی ارتشی گادمن – فورت ناکس، کنتاکی
- KFTT – Elton Hensley Memorial Airport – فولتن، میزوری
- KFTW – فرودگاه بین‌المللی فوت ورث میچام – فورت وورث
- KFTY – فرودگاه شهرستان فولتن (جورجیا) (Brown Field) – آتلانتا
- KFUL – فرودگاه شهری فولرتن – فولرتون، کالیفرنیا
- KFVE – فرودگاه منطقه‌ای نورثن آروستوک – Frenchville, Maine
- KFVX – Farmville Regional Airport – Farmville, Virginia
- KFWA – فرودگاه بین‌المللی فورت وین، ایندیانا – فورت وین، ایندیانا
- KFWC – فرودگاه شهری فیرفیلد (ایلینوی) – فیرفیلد، ایلینوی
- KFWN – فرودگاه ساسکس (نیوجرسی) – ساسکس، نیوجرسی
- KFWQ – فرودگاه روسترور – مونانگاهلا، پنسیلوانیا (suburb of پیتسبورگ)
- KFWS – فرودگاه فورت ورث اسپینکس – فورت وورث
- KFXE – فرودگاه فورت لادرداله اگزکیوتیو – فورت لادردیل، فلوریدا
- KFXY – فرودگاه شهری فارست سیتی (شرق) – فورست سیتی، آیووا
- KFYE – فرودگاه فایتی تنسی – سامرویل، تنسی
- KFYJ – Middle Peninsula Regional Airport – West Point, Virginia
- KFYM – Fayetteville Municipal Airport – فییتویل، تنسی
- KFYV – فرودگاه صحرایی دریک – فیتویل، آرکانزاس
- KFZG – Fitzgerald Municipal Airport – فیتزجرالد، جورجیا
- KFZI – فرودگاه فوستوریا متروپولیتن – فوستوریا، اوهایو
- KFZY – Oswego County Airport – فولتن، نیویورک

### KG
- KGAB – فرودگاه گبز – گبس، نوادا
- KGAD (GAD) – Northeast Alabama Regional Airport – گدسدن، آلاباما
- KGAF – Grafton Municipal Airport – گرفتن، داکوتای شمالی
- KGAI – محله هوایی مانتگامری کانتی – گیترزبرگ، مریلند
- KGBD – فرودگاه شهری گریت بند – گریت بند، کانزاس
- KGBN - فرودگاه صحرایی امدادی جیلا بند - جیلا بند، آریزونا
- KGBR – فرودگاه والتر جی. کلادزا – برینگتون بزرگ، ماساچوست
- KGCC – فرودگاه شهرستان ژیلت-کمپبل – جیلت، وایومینگ
- KGCK – فرودگاه محلی گاردن ستی – گاردن سیتی، کانزاس
- KGCN (GCN) – فرودگاه پارک ملی گرند کنیون – پارک ملی گرند کنیون، آریزونا
- KGDM – فرودگاه شهری گاردنر (ماساچوست) – گاردنر، ماساچوست
- KGDV – فرودگاه اشتراکی دوسن – گلندیو، مونتانا
- KGDJ – Granbury Municipal Airport – گرانبری، تگزاس
- KGDY – فرودگاه شهری گراندی – Grundy, Virginia
- KGED – فرودگاه شهرستان ساسکس – جورجتاون، دلاور
- KGEG – فرودگاه بین‌المللی اسپوکن – اسپوکن
- KGEU – فرودگاه شهری گلندیل – گلندیل، آریزونا
- KGEV – فرودگاه شهرستان اشه – جفرسن، کارولینای شمالی
- KGEY – South Big Horn County Airport – گریبول، وایومینگ
- KGFA – پایگاه نیروی هوایی مالمستورم – گریت فلز، مونتانا
- KGFK – فرودگاه بین‌المللی گرند فرک – گرند فرک، داکوتای شمالی
- KGFL – Bennett Memorial Airport – گلینز فالز، نیویورک
- KGGE – فرودگاه شهرستان جورج تاون – جرجتاون، کارولینای جنوبی
- KGGF – Grant Municipal Airport – گرنت، نبراسکا
- KGGG – فرودگاه منطقه‌ای ایست تگزاس – لانگویو، تگزاس
- KGGI – Grinnell Regional Airport – گرینل، آیووا
- KGGW – فرودگاه گلاسگو – گلسگوو، مونتانا
- KGHG - فرودگاه شهری مارش‌فیلد (ماساچوست) - مارشفیلد، ماساچوست
- KGHM - فرودگاه شهری سنترویل (تنسی) - سنترویل، تنسی
- KGIF - فرودگاه وینتر هونتز گیلبرت - وینتر هیون، فلوریدا
- KGJT – فرودگاه محلی گرند جانکشن (Walker Field) – گراند خونکشن، کلرادو
- KGKJ – فرودگاه پورت میدویل – مادویل، پنسیلوانیا
- KGKT - فرودگاه گاتلینبرگ-پیجن فرج - شهرستان سویر، تنسی
- KGKY – فرودگاه شهری آرلینگتون (تگزاس) – آرلینگتون، تگزاس
- KGLD – Renner Goodland Municipal Airport – گودلاند، کانزاس
- KGLH – فرودگاه منطقه‌ای مید دلتا – گرینویل، میسیسیپی
- KGLS – فرودگاه بین‌المللی گلوستن اسکولز – گلوستون، تگزاس
- KGLW - فرودگاه شهری گلاسگو - گلسگوو، کنتاکی، کنتاکی
- KGMU – فرودگاه گرینویل داونتاون – گرینویل، کارولینای جنوبی
- KGNB – Granby-Grand County Airport – گرنبی، کلرادو
- KGNF – فرودگاه شهری گرنادا – گرینیدا، میسیسیپی
- KGNG – Gooding Municipal Airport – گودینگ، آیداهو
- KGNI - پایگاه آب‌نشین گرند آیل - گرند آیل، لوئیزیانا
- KGNT – Grants-Milan Municipal Airport – گرنتس، نیومکزیکو
- KGNV – فرودگاه محلی گینزویل – گینس‌ویل، فلوریدا
- KGON – فرودگاه گراتون-نیو لندن – Groton / نیو لاندن، کنتیکت
- KGOV - فرودگاه صحرایی ارتشی گریلینگ - گریلینگ، میشیگان
- KGPT – فرودگاه بین‌المللی گلف پورت-بیلوکسی – گالفپورت، میسیسیپی
- KGRB – فرودگاه بین‌المللی استن استراوبل – گرین‌بی، ویسکانسین
- KGRD – فرودگاه شهرستان گرینوود – گرینوود، کارولینای جنوبی
- KGRF – فرودگاه صحرایی ارتشی گری – پایگاه شکاری لوئیس-مک‌کرود
- KGRI – فرودگاه منطقه‌ای سنترال نبرسکا – گرند آیلند، نبراسکا
- KGRK - فرودگاه کایلین فورت‌هود / فرودگاه صحرایی ارتشی گری - فورت هود، کایلین، تگزاس
- KGRN – Gordon Municipal Airport – گردن، نبراسکا
- KGRR – فرودگاه بین‌المللی جرالد فورد – گرند رپیدز، میشیگان
- KGSB – پایگاه نیرو هوایی سیمور جهنسن – گلدزبورو، کارولینای شمالی
- KGSO – فرودگاه بین‌المللی پیدمونت تراید – گرینزبورو، کارولینای شمالی
- KGSP – فرودگاه بین‌المللی گرنویل-اسپارتانبورگ – گریر، کارولینای جنوبی
- KGSW – فرودگاه بین‌المللی گریتر سوت‌وست – فورت وورث (closed 1970s)
- KGTB – فرودگاه ویلر-سک آرمی – Fort Drum, New York
- KGTE – Quinn Airport – گاتنبرگ، نبراسکا
- KGTF – فرودگاه بین‌المللی گریت فالز – گریت فلز، مونتانا
- KGTG - فرودگاه شهری گرانتسبورگ - Grantsburg, Wisconsin
- KGTR – فرودگاه محلی گولدن تریینگل – کلامبس، میسیسیپی
- KGTU – فرودگاه شهری جورج تاون – جورج‌تاون، تگزاس
- KGUC – فرودگاه محلی گانسیون-کرستد بوته – گانیسن، کلرادو
- KGUP – فرودگاه شهری گالوپ – گلوپ، نیومکزیکو
- KGUS – پایگاه هوایی رزرو گریسوم – پرو، ایندیانا
- KGVE – Gordonsville Municipal Airport – Gordonsville, Virginia
- KGVT – فرودگاه ماژورز – گرینویل، تگزاس
- KGVQ – فرودگاه شهرستان جنسی – باتاویا، نیویورک
- KGWB – DeKalb County Airport – آبرن، ایندیانا
- KGWO – فرودگاه گرنوود-لفلور – گرینوود، میسیسیپی
- KGWR – فرودگاه صحرایی ملروئه گوینر-روگر – گوینر، داکوتای شمالی
- KGWS – Glenwood Springs Municipal Airport – گلنوود اسپرینگز، کلرادو
- KGWW – فرودگاه شهری گلدزبرو-وین – گلدزبورو، کارولینای شمالی
- KGXY – فرودگاه شهرستان گریلی-ولد – گریلی، کلرادو
- KGYB – فرودگاه شهرستان گیددینگز-لی – گیدینگز، تگزاس
- KGYH – فرودگاه دونالسون سنتر – گرینویل، کارولینای جنوبی
- KGYI – فرودگاه منطقه‌ای نورث تگزاس – دنیسون، تگزاس
- KGYR (GYR) – فرودگاه فینکس گودیر – فینیکس، آریزونا
- KGYY – فرودگاه بین‌المللی گاری/چیکگو – گری، ایندیانا
- KGZH – فرودگاه صحرایی میدلتن – اورگرین، آلاباما

### KH
- KHAB (HAB) – فرودگاه ماریون – رنکین فیت – همیلتون، آلاباما
- KHAF – فرودگاه شهرستان هیل – هاف مون بی، کالیفرنیا
- KHAE - فرودگاه منطقه‌ای هنبل - هانیبال، میزوری
- KHAO - فرودگاه منطقه‌ای باتلر کانتی - همیلتون، اوهایو
- KHAR – Harford Airport – کسپر، وایومینگ
- KHBC – Mohall Municipal Airport – موهال، داکوتای شمالی
- KHBG – Chain Municipal Airport – هتیزبرگ، میسیسیپی
- KHBI – فرودگاه منطقه‌ای اشبروو – اشبورو، کارولینای شمالی
- KHBZ – فرودگاه شهرستان هربر اسپرینگز – هبراسپرینگز (آرکانزاس)
- KHCD – فرودگاه شهرستان هاچینسن (مینه‌سوتا) – هاچینسون، مینه‌سوتا
- KHDE – Brewster Airport – هولدرگ، نبراسکا
- KHDN – فرودگاه یمپا ولی – هایدن، کلرادو
- KHDO – فرودگاه شهرستان هوندا – هاندو، تگزاس
- KHEE – فرودگاه تامپسون-رابینز – Helena, Arkansas
- KHEF – فرودگاه منطقه‌ای ماناساس – مناسس، ویرجینیا
- KHEG - فرودگاه هرلونگ رکریشنل - جکسون‌ویل
- KHEI – فرودگاه شهرستان هتینگر – هتینگر، داکوتای شمالی
- KHEQ – Holyoke Municipal Airport – هولیوک، کلرادو
- KHEY (HEY) - بالگردگاه ارتشی هانچی - فورت راکر، آلاباما / اوزارک، آلاباما
- KHEZ – فرودگاه ناتچز–آدامز کانتی – نچیز، میسیسیپی
- KHFD – فرودگاه هارتفرد-براینارد – هارتفورد
- KHFF – کمپ ماکال – کمپ ماکال
- KHGR – فرودگاه منطقه‌ای هگرزتاون – هیگرزتاون، مریلند
- KHHR – فرودگاه شهرستان هترن – هاوتورن، کالیفرنیا
- KHIE – ماونت واشینگتن ریجنل فرودگاه – ویلتون، نیوهمپشایر
- KHIF – پایگاه نیروی هوایی هیل – اودن، یوتا
- KHII (HII) – فرودگاه لیک هاواسو سیتی – لیک هاواسو سیتی، آریزونا
- KHIO – فرودگاه هیلزبرو – پورتلند، اورگن
- KHJH – Hebron Municipal Airport – هیبرن، نبراسکا
- KHJO – فرودگاه شهرستان هنفرد – هانفورد، کالیفرنیا
- KHKA – فرودگاه شهری بلایث‌ویل – بلایت ویلی (آرکانزاس)
- KHKS – فرودگاه صحرایی هکینز – جکسون، میسیسیپی
- KHKY – فرودگاه منطقه‌ای هیکری – هیکری، کارولینای شمالی
- KHLC – فرودگاه شهری هیل سیتی – هیل سیتی، کانزاس
- KHLG – فرودگاه ولینگ اوهایو کانتی – ویلینگ، ویرجینیای غربی
- KHLN – فرودگاه منطقه‌ای هلنا – هلنا (مونتانا)
- KHLX – Twin County Airport – Galax-Hillsville, Virginia
- KHMN – پایگاه نیروی هوایی هالومن – المگردوو، نیومکزیکو
- KHMT – فرودگاه همت-ریان – همت، کالیفرنیا
- KHMZ – فرودگاه شهرستان بدفرد – Bedford, Pennsylvania
- KHND – فرودگاه اختصاصی هندرسون – هندرسون، نوادا
- KHNZ – Oxford-Henderson Airport – آکسفورد، کارولینای شمالی
- KHOB – فرودگاه محلی شهرستان لئا – هابز، نیومکزیکو
- KHOE – فرودگاه هومرویل – همرویل، جورجیا
- KHON – فرودگاه منطقه‌ای هیورن – هیورن، داکوتای جنوبی
- KHOP – فرودگاه صحرایی کمبل – Fort Campbell, Kentucky
- KHOT – فرودگاه میدان هوایی مموریال – هات اسپرینگز، آرکانزاس
- KHOU – فرودگاه ویلیام پی. هابی – هیوستون
- KHPN – فرودگاه وستچستر کانتی – وایت پلاینز، نیویورک
- KHQG – فرودگاه شهرستان هوگتن – هوگوتون، کانزاس
- KHQM – فرودگاه بوورمان – هوکویام، واشینگتن
- KHQU – Thomson-McDuffie County Airport – تامسون، جورجیا
- KHQZ – فرودگاه مسکوایت مترو – مسکیت، تگزاس
- KHRI – فرودگاه شهرستان هرمیستون – هرمیستن، اورگن
- KHRJ – فرودگاه منطقه‌ای هارنیت – روین، کارولینای شمالی
- KHRL – فرودگاه بین‌المللی ولی – هارلینجن، تگزاس
- KHRO – فرودگاه شهرستان بون (آرکانزاس) – هریسون (آرکانزاس)
- KHRU – فرودگاه منطقه‌ای هرینگتن – هرینگتون، کانزاس
- KHSA – فرودگاه بین‌المللی استنیس – بی سنت. لوئیس، میسیسیپی
- KHSE – فرودگاه بیلی میشل – هترس، کارولینای شمالی
- KHSI – Hastings Municipal Airport – هیستینگز، نبراسکا
- KHSP – Ingalls Field – Hot Springs, Virginia
- KHSR – فرودگاه شهرستان هات اسپرینگز – هات اسپرینگز، داکوتای جنوبی
- KHST – پایگاه هوایی موقت هومستد – هومستد، فلوریدا
- KHSV (HSV) – فرودگاه بین‌المللی هانتسویل (Carl T. Jones Field) – هانتسویل، آلاباما
- KHTH – فرودگاه صنعتی هترن – هاوثورن، نوادا
- KHTO – فرودگاه ایست همپتن – East Hampton, New York
- KHTS – فرودگاه تری-استیت – هانتینگتون، ویرجینیای غربی
- KHUA (HUA) – فرودگاه نظامی ردستون – ردستون آرسنال، آلاباما / هانتسویل، آلاباما
- KHUF – فرودگاه بین‌المللی ترا اوت، ایندیانا – ترا اوت، ایندیانا
- KHUM – فرودگاه هوما-تربن – هوما، لوئیزیانا
- KHUT – Hutchinson Municipal Airport – هاچینسون، کانزاس
- KHVC – فرودگاه شهرستان هپکینسویل-چریستیان – هاپکینزویل
- KHVE – Hanksville Airport – هنکسویل، یوتا
- KHVN – فرودگاه محلی توئید نیو هیون – نیوهیون، کانتیکت
- KHVR – فرودگاه شهرستان هور سیتی – هور، مونتانا
- KHVS – فرودگاه منطقه‌ای هارتسویل – هارتسویل، کارولینای جنوبی
- KHWD – فرودگاه اختصاصی هیورد – هیوارد، کالیفرنیا
- KHWO - فرودگاه نورث پری - هالیوود، فلوریدا
- KHWQ – Wheatland County Airport – هارلووتون
- KHWV – فرودگاه بروک‌هیون – Shirley, New York
- KHWY - فرودگاه وارنتن-فوکیر - Warrenton, Virginia
- KHXD – فرودگاه هیلتن هد – هیلتن هد آیلند، کارولینای جنوبی
- KHXF – Hartford Municipal Airport – هارتفورد، ویسکانسین
- KHYA – فرودگاه شهری بارنستبل – Hyannis, Massachusetts
- KHYI – فرودگاه شهرستان سن مرکس – سن مارکوس، تگزاس
- KHYR – فرودگاه شهرستان ساویر – هایوارد، ویسکانسین
- KHYS – فرودگاه منطقه‌ای هیز – هیز، کانزاس
- KHYW – فرودگاه کانوای-هوری کانتی – کانوی، کارولینای جنوبی
- KHYX – فرودگاه سگینو کانتی اچ دبلیو برون – سگینا، میشیگان
- KHZE – فرودگاه منطقه‌ای مرسر – هازن، داکوتای شمالی
- KHZL – فرودگاه شهرستان هیزلتن – هیزلتون، پنسیلوانیا
- KHUL – فرودگاه بین‌المللی هولتن – Houlton, Maine

### KI
- KIAB – پایگاه نیروی هوایی مک‌کونل – ویچیتا، کانزاس
- KIAD – فرودگاه بین‌المللی دالس واشینگتن – واشینگتن، دی. سی.
- KIAG – فرودگاه بین‌المللی نیاگارا فالز – نیاگارا فالز، نیویورک
- KIAH – فرودگاه بین‌المللی جرج بوش – هیوستون
- KIBM – Kimball Municipal Airport (Arraj Field) – کیمبل، نبراسکا
- KICR - فرودگاه محلی وینر - وینر، داکوتای جنوبی
- KICT – فرودگاه ویچیتا مید-کانتیننت – ویچیتا، کانزاس
- KIDA – فرودگاه منطقه‌ای آیداهو فالز – آیداهو فالز، آیداهو
- KIDI – فرودگاه شهرستان ایندیانا-جیمی استوارت – ایندیانا، پنسیلوانیا
- KIDL – فرودگاه شهری ایندیانولا – ایندیانوولا، میسیسیپی
- KIDP – فرودگاه شهری ایندیپندنس (کانزاس) – ایندیپندنس، کانزاس
- KIFP (IFP) – فرودگاه بین‌المللی لاوگهلین/بولهاد – بولهد سیتی، آریزونا
- KIGM (IGM) – فرودگاه کینگ‌مان (آریزونا) – کینگمن، آریزونا
- KIGX – فرودگاه هریس ویلیامز – چپل هیل، کارولینای شمالی
- KIIB – فرودگاه شهری ایندیپندنس (آیووا) – ایندپندنس، آیووا
- KIIY – Washington-Wilkes County Airport – واشینگتن، جورجیا
- KIJD – فرودگاه ویندهام – ویلیمانتیک
- KIKW - فرودگاه شهری جک بارستو - میدلند، میشیگان
- KILE – فرودگاه اسکای‌لارک فیلید – کایلین، تگزاس
- KILG – New Castle County Airport – ویلمینگتن
- KILM – فرودگاه بین‌المللی ویلمینگتون – ویلمینگتن، کارولینای شمالی
- KILN - محله هوایی ایربرن - ویلمینگتون، اوهایو
- KIML – Imperial Municipal Airport – ایمپیریال، نبراسکا
- KIMM – فرودگاه ایموکالی – Immokalee, Florida
- KIMS - فرودگاه شهری مدیسون (هند) - مدیسون، ایندیانا
- KIND – فرودگاه بین‌المللی ایندیاناپلیس – ایندیاناپولیس
- KINJ - فرودگاه شهری هیلزبرو (تگزاس) - هیلزبورو، تگزاس
- KINS – پایگاه نیروی هوایی کریچ – ایندیان اسپرینگز، نوادا
- KINT – فرودگاه اسمیت رینولدرز – وینستون-سیلم
- KINW (INW) – فرودگاه محلی وینسلو-لیندبرگ – وینسلو، آریزونا
- KIOW – فرودگاه شهری آیووا سیتی – آیووا سیتی
- KIPJ – فرودگاه محلی شهر لینکولتون-لینکولن – لینکولنتون، کارولینای شمالی
- KIPL – فرودگاه شهرستان ایمپریال – ایمپریال، کالیفرنیا
- KIPT – فرودگاه محلی ویلیام اسپورت – ویلیام‌اسپورت، پنسیلوانیا
- KISM - فرودگاه کیسیمی گیتوی - کیسیمی، فلوریدا
- KISN – فرودگاه بین‌المللی اسلولین فیلد – ویلستون، داکوتای شمالی
- KISO – فرودگاه منطقه‌ای کینستون (Stallings Field) - کینستن، کارولینای شمالی
- KISP – فرودگاه لانگ آیلند مک‌آرتور – Islip, New York
- KISW - فرودگاه شهرستان سوت وود (Alexander Field) - ویسکانسین رپیدز، ویسکانسین
- KITH – فرودگاه منطقه‌ای ایتکا تامپکینز – ایتاکا، نیویورک
- KITR – فرودگاه شهری کیت کارسون – بورلینگتون، کلرادو
- KIWA (AZA) – فرودگاه فینکس-مسا – میزا
- KIWI – فرودگاه ویسکاست – Wiscasset, Maine
- KIXD – مرکز هوایی نیو سنتری – اوولیتا، کانزاس
- KIYK – فرودگاه اینیوکرن – Inyokern, California
- KIZA – فرودگاه سانتا ینز – Santa Ynez, California
- KIZG – فرودگاه منطقه‌ای ایسترن اسلووپ – Fryeburg, Maine

### KJ
- KJAC – فرودگاه جکسن هول – جکسون، وایومینگ
- KJAN – فرودگاه بین‌المللی جکسن-اورز – جکسون، میسیسیپی
- KJAX – فرودگاه بین‌المللی جکسنویل – جکسون‌ویل
- KJBR – فرودگاه شهری جونزبورو – جونزبورو، آرکنسا
- KJDN – Jordan Airport – جردن، مونتانا
- KJEF – فرودگاه یادبود جفرسن ستی – جفرسون‌سیتی
- KJFK – فرودگاه بین‌المللی جان اف کندی – نیویورک
- KJFX – فرودگاه والکر کانتی (Bevill Field) – جاسپر، آلاباما
- KJER – Jerome County Airport – جروم، آیداهو
- KJGG – Williamsbrug-Jamestown Airport – ویلیامزبرگ، ویرجینیا
- KJHN – Stanton County Municipal Airport – جانسن سیتی، کانزاس
- KJHW – فرودگاه شتکوا کانتی-جیمز تاون – جیمز تاون، نیویورک
- KJKA (GUF) – فرودگاه جک ادواردز – گالف شورز، آلاباما
- KJMS – فرودگاه منطقه‌ای جیمز تاون – جیمزتاون، داکوتای شمالی
- KJNX – Johnston County Airport – اسمیتفیلد، کارولینای شمالی
- KJQF – فرودگاه منطقه‌ای کانکرد – کانکرد، کارولینای شمالی
- KJRA - بالگردگاه غرب خیابان سی ام - منهتن، نیویورک، نیویورک
- KJST – فرودگاه جان مرثا شهرستان جانستن-کامبریا – جونزتاوون، پنسیلوانیا
- KJVW – فرودگاه جان بل ویلیامز – ریمند، میسیسیپی
- KJYO – فرودگاه جامع لیزبورگ – Leesburg, Virginia
- KJYR – York Municipal Airport – یورک، نبراسکا
- KJZI – فرودگاه چارلستون ایگزکیتیو – چارلستون، کارولینای جنوبی
- KJZP – فرودگاه پیکنز کانتی، جورجیا – جاسپر، جورجیا

### KK
- KKIC – فرودگاه مسا دل ری – کینگ سیتی، کالیفرنیا
- KKLS – فرودگاه محلی ساوثوست واشنگتون (was Kelso-Longview) – کلسو، واشینگتن
- KKNB – فرودگاه شهری کاناب – کاناب، یوتا

### KL
- KLAA – فرودگاه شهری لمار (کلرادو) – لامار، کلرادو
- KLAF – فرودگاه دانشگاه پردیو – لافایت غربی، ایندیانا
- KLAL - فرودگاه لیکلند لیندر ریجنل - لیک‌لند، فلوریدا
- KLAM – فرودگاه شهرستان لوس آلاموس – لاس‌آلموس، نیومکزیکو
- KLAN - فرودگاه بین‌المللی کپیتل ریجن - لنسینگ
- KLAR – فرودگاه منطقه‌ای لرمی – لارامی، وایومینگ
- KLAS – فرودگاه بین‌المللی مک‌کاران – لاس‌وگاس
- KLAX – فرودگاه بین‌المللی لس‌آنجلس – لس‌آنجلس
- KLBB – فرودگاه بین‌المللی لوبوک پرستون اسمیت – لاباک، تگزاس
- KLBE – فرودگاه منطقه‌ای آرنلد پالمر (Westmore County Airport) - لتروب، پنسیلوانیا
- KLBF – فرودگاه محلی نورث پلت (Lee Bird Field) – پلت شمالی، نبراسکا
- KLBL – فرودگاه محلی لیبرال آمریکای میانه – لیبرل، کانزاس
- KLBR – فرودگاه کلارکسویل/رد ریور کاونتی – کلارکسویل، تگزاس
- KLBT – فرودگاه شهری لومبرتون – لامبرتن، کارولینای شمالی
- KLCG – Wayne Municipal Airport – وین، نبراسکا
- KLCK – فرودگاه بین‌المللی ریکن‌بیکر – کلمبوس
- KLCH – فرودگاه لیک چارلز ریجنل – لیک چارلز، لوئیزیانا
- KLCI – فرودگاه شهری لکونیا – لکوونیا، نیوهمپشایر
- KLCQ - فرودگاه لیک ستی میونیسپل - لیک سیتی، فلوریدا
- KLDJ – فرودگاه لیندن – لیندن، نیوجرسی
- KLEB – فرودگاه شهری لبنان (نیوهمپشر) – West Lebanon, New Hampshire
- KLEE - فرودگاه بین‌المللی لیزبورگ - لیسبرگ، فلوریدا
- KLEM – Lemmon Municipal Airport – لمون، داکوتای جنوبی
- KLEW – فرودگاه شهری اوبورن/لویستون – ابرن، مین
- KLEX – فرودگاه بلوگرس – لکزینگتون
- KLFI – پایگاه نیروی هوایی لنگلی – همپتون، ویرجینیا
- KLFK – فرودگاه شهرستان آنجلینا (تگزاس) – لوفکین، تگزاس
- KLFT - Lafayette Airport - لفیت، لوئیزیانا
- KLGA – فرودگاه لاگواردیا – نیویورک
- KLGB – فرودگاه لانگ بیچ – لانگ بیچ
- KLGD – فرودگاه شهرستان لا گراند/اونین – لا گرانده، اورگن
- KLGF (LGF) – فرودگاه صحرایی ارتش لگونا (Yuma Proving Ground) – یوما، آریزونا
- KLGU – فرودگاه لوگان-کش – لوگان، یوتا
- KLHB – فرودگاه شهرستان هارن – هرنه، تگزاس
- KLHM – فرودگاه محلی لینکولن (کالیفرنیا) (Karl Harder Field) – لینکلن، کالیفرنیا
- KLHQ – فرودگاه صحرایی فیرفیلد (اوهایو) – لانکستر، اوهایو
- KLHV – فرودگاه یادبود ویلیام ت. پایپر – لاک هیون، پنسیلوانیا
- KLHX – فرودگاه شهری لا هونتا – لا خونتا، کلرادو
- KLHZ – Franklin County Airport – لویسبرگ، کارولینای شمالی
- KLIC – Limon Municipal Airport – لیمون، کلرادو
- KLIT – فرودگاه صخره کوچک ملی – لیتل راک، آرکانزاس
- KLKP – فرودگاه لیک پلسید – لیک پلاسید، نیویورک
- KLKR – فرودگاه لنکستر کاونتی (McWhirter Field) – لنکستر، کارولینای جنوبی
- KLKV – فرودگاه لیک کاونتی – لیکویو، اورگن
- KLKU – فرودگاه شهرستان لوئیزا – Louisa, Virginia
- KLLJ – فرودگاه شلی – چالیس، آیداهو
- KLLQ – فرودگاه شهری مونتیچلو (آرکانزاس) (Ellis Field) – مونته سلو (آرکانزاس)
- KLLU – فرودگاه شهری لمار (میسوری) – لامار، میزوری
- KLMS – Louisville Winston County Airport – لوئیزویل، میسیسیپی
- KLMT – فرودگاه کلمته فالز – کلمته فالز، اورگن
- KLNC – فرودگاه لنکستر (تگزاس) – لنکستر، تگزاس
- KLNA - فرودگاه پالم بیچ کانتی پارک (Lantana Airport) - وست پالم بیچ، فلوریدا
- KLND – Hunt Field – لندر، وایومینگ
- KLNK – فرودگاه لینکولن (نبرسکا) – لینکلن (نبراسکا)
- KLNN - فرودگاه شهری ویلوبی لاست نیشن - ویلووگبی، اوهایو
- KLNP – فرودگاه لونه‌سوم پینه – Wise, Virginia
- KLNS – محله هوایی لنکستر (پنسیلوانیا) – لنکستر، پنسیلوانیا
- KLOL – Derby Airport – لاولاک، نوادا
- KLOU – فرودگاه صحرایی بوومن – لوییویل
- KLOR (LOR) – فرودگاه نظامی هلیکوپتر لاو – فورت راکر، آلاباما / اوزارک، آلاباما
- KLOZ – فرودگاه لندن-کوربین – لندن، کنتاکی
- KLPC – فرودگاه لومپک – لامپوک، کالیفرنیا
- KLPR - فرودگاه محلی شهرستان لوراین - لورین، اوهایو
- KLKQ – فرودگاه پیکنز کانتی، کارولینای جنوبی – پیکنز، کارولینای جنوبی
- KLQR – Larned-Pawnee County Airport – لارند، کانزاس
- KLRD (LRD) – فرودگاه بین‌المللی لاردو – لاریدو، تگزاس
- KLRF – پایگاه نیروی هوایی لیتل راک – جکسنویل (آرکانزاس)
- KLRG – فرودگاه محلی لینکولن (اصلی) – Lincoln, Maine
- KLRU – فرودگاه بین‌المللی لا کروسیز – لاس کروسس
- KLSB – Lordsburg Municipal Airport – دالسی، نیومکزیکو
- KLSE (LSE) – فرودگاه شهری لا کروس – لا کراس، ویسکانسین
- KLSF - پایگاه هوایی لاوسن - Fort Benning، شهرستان چاتاهوچی، جورجیا
- KLSK – Lusk Municipal Airport – لوسک، وایومینگ
- KLSN – فرودگاه شهری لوس بانوس – لوس بانوس، کالیفرنیا
- KLSV (LSV) – پایگاه نیروی هوایی نلیس – لاس‌وگاس
- KLTS - (LTS) پایگاه نیروی هوایی التس - آلتوس، اکلاهما
- KLTY - فرودگاه شهرستان لیبرتی (مونتانا) - چستر، مونتانا
- KLUF (LUF) – پایگاه نیروی هوایی لوک – گلندیل، آریزونا
- KLUG - فرودگاه الینگتون (تنسی) - لویسبورگ، تنسی
- KLUL – فرودگاه صحرایی هسلر-نبل – لارل، میسیسیپی
- KLVK – فرودگاه شهری لیورپول – لیورمور، کالیفرنیا
- KLVL – Lawrenceville/Brunswick Municipal Airport – Lawrenceville, Virginia
- KLVM – Mission Field – لیوینگستن، مونتانا
- KLVN – فرودگاه ایرلیک – لیک‌ویل، مینه‌سوتا
- KLVS (LVS) – فرودگاه شهری لاس وگاس – لاس وگاس، نیومکزیکو
- KLWB – فرودگاه گرینبرایر ولی – لویسبورگ، ویرجینیای غربی
- KLWC – فرودگاه شهری لرنس (کانزاس) – لورنس، کانزاس
- KLWL – فرودگاه شهری ولز (نوادا) – ولز، نوادا
- KLWM – فرودگاه شهری لرنس (ماساچوست) – لارنس، ماساچوست
- KLWS – فرودگاه شهرستان لوئیزتون - نزپرس – لویستون، آیداهو
- KLWT – فرودگاه شهری لوئیزتون – لویستوون، مونتانا
- KLWV - فرودگاه بین‌المللی لاورنسویل-وینسنس - لارنسویل، ایلینوی
- KLXL – فرودگاه شهرستان لیتل فالز/مریسون (Lindbergh Field) - لیتل فالز، مینه‌سوتا
- KLXN – فرودگاه صحرایی جیم کلی – لکسینگتن، نبراسکا
- KLXT - فرودگاه شهری لیز سامیت - Lee's Summit, Missouri
- KLXV – Lake County Airport – لیدویل، کلرادو
- KLYH – فرودگاه محلی لینچ‌بورگ – لینچبرگ، ویرجینیا
- KLYO – Lyons-Rice County Municipal Airport – لاینز، کانزاس
- KLZU – فرودگاه شهرستان گوینت (Briscoe Field) – لارنسویل، جورجیا
- KLZZ – Lampasas Airport – لمپسس، تگزاس

### KM
- KMAC – فرودگاه مرکزی شهر مکون – ماکن، جورجیا
- KMAE – فرودگاه شهری مادرا – مادرا، کالیفرنیا
- KMAF – فرودگاه بین‌المللی میدلند – میدلند، تگزاس
- KMAI – فرودگاه شهری ماریانا – ماریانا، فلوریدا
- KMAL – فرودگاه مالون-دوفورت – Malone, New York
- KMAO – Marion County Airport – مریون، کارولینای جنوبی
- KMAW - فرودگاه محلی مالدن - Malden، میزوری
- KMBG – فرودگاه شهری موبریج – موبریدگ، داکوتای جنوبی
- KMBO – فرودگاه کمبل – مدسن، میسیسیپی
- KMBS – فرودگاه بین‌المللی ام‌بی‌اس – Midland، Bay City، سگینا، میشیگان
- KMBT - فرودگاه شهری مورفریزبرو - مورفریزبورو، تنسی
- KMCB – فرودگاه شهرستان مک‌کوم-پایک (John E. Lewis Field) – مکووم، میسیسیپی
- KMCC – فرودگاه صحرایی مک‌کلیان – ساکرامنتو
- KMCE – فرودگاه منطقه‌ای مرسد – مرسد، کالیفرنیا
- KMCF – پایگاه نیروی هوایی مک‌دیل – تمپا، فلوریدا
- KMCI – فرودگاه بین‌المللی کانزاس‌سیتی – کانزاس‌سیتی
- KMCK – فرودگاه منطقه‌ای مک‌کوک – مک‌کوک، نبراسکا
- KMCN – فرودگاه منطقه‌ای میدل جرجیا – ماکن، جورجیا
- KMCO – فرودگاه بین‌المللی اورلاندو (فلوریدا) – اورلندو، فلوریدا
- KMCW – فرودگاه شهری میسون – ماسون سیتی، آیووا
- KMCZ – فرودگاه مارتین کانتی – ویلیامستون، کارولینای شمالی
- KMDQ – فرودگاه جامع مدیسون کاونتی (Tom Sharp Jr. Field) – هانتسویل، آلاباما
- KMDS – فرودگاه شهری مدیسون (داکوتای جنوبی) – مدیسون، داکوتای جنوبی
- KMDT – فرودگاه بین‌المللی هریسبرگ – Middletown, Pennsylvania
- KMDW – فرودگاه بین‌المللی میدوی شیکاگو – شیکاگو
- KMDZ – فرودگاه شهرستان تیلور (ویسکانسین) – مدفورد، ویسکانسین
- KMEB – فرودگاه لاورینبورگ-ماکستن – ماکستون، کارولینای شمالی
- KMEI – Key Airport – مریدیان، میسیسیپی
- KMEJ – Meade Municipal Airport – مید، کانزاس
- KMEM – فرودگاه بین‌المللی ممفیس – ممفیس
- KMER – فرودگاه کسل – آتواتر، کالیفرنیا
- KMEV – فرودگاه میندن-تاهو – مایندن، نوادا
- KMFE – فرودگاه بین‌المللی مک‌آلن-میلر – مک‌آلن
- KMFI - فرودگاه شهری مارش‌فیلد (ویسکوزین) - مارشفیلد، ویسکانسین
- KMFR – فرودگاه بین‌المللی رگو ولی-مدفورت – مدفود، اورگن
- KMFV – فرودگاه شهرستان اکوماک – Melfa, Virginia
- KMGE – پایگاه هوایی دابینس (NAS Atlanta) – مریتا، جورجیا
- KMGG - فرودگاه شهری میپل لیک - میپل لیک، مینه‌سوتا
- KMGJ – فرودگاه شهرستان اورنج (نیویورک) – Montgomery, New York
- KMGM (MGM) – فرودگاه منطقه‌ای مانتگامری (Dannelly Field) – مونتگمری
- KMGW – فرودگاه شهری مرگان‌تاون – مرگنتاون، ویرجینیای غربی
- KMGY – فرودگاه دیتون – دیتون
- KMHE – فرودگاه شهری میچل – میچل، داکوتای جنوبی
- KMHK – فرودگاه منطقه‌ای منهتن – منهتن، کانزاس
- KMHL – Marshall Memorial Municipal Airport – مارشال، میزوری
- KMHN – Hooker County Airport – مالن، نبراسکا
- KMHR – فرودگاه ساکرامنتو – ساکرامنتو
- KMHT – فرودگاه منطقه‌ای منچستر-بستون – منچستر (نیوهمپشایر)
- KMHV – پایگاه هوایی و فضایی موهاوی – Mojave, California
- KMIA – فرودگاه بین‌المللی میامی – میامی
- KMIB – پایگاه نیروی هوایی ماینت – ماینت، داکوتای شمالی
- KMIC – فرودگاه کریستال (مینه‌سوتا) – کریستال، مینه‌سوتا
- KMIO - فرودگاه شهری میامی - مایمی، اکلاهما
- KMIT – فرودگاه شافتر – شافتر، کالیفرنیا
- KMIV – فرودگاه شهری میلویل – میلویل، نیوجرسی
- KMJX – فرودگاه رابرت جی. میلر – تامز ریور، نیوجرسی
- KMKA – Miller Municipal Airport – میلر، داکوتای جنوبی
- KMKE – فرودگاه بین‌المللی ژنرال میچل – میلواکی، ویسکانسین
- KMKJ – Mountain Empire Airport – Marion-Wytheville, Virginia
- KMKL – فرودگاه منطقه‌ای مک‌کلار-سیپس – جکسن، تنسی
- KMKY - فرودگاه مارکو آیلند - نیپلز، فلوریدا
- KMKT - فرودگاه محلی مانکاتو - منکیتو، مینه‌سوتا
- KMLB - فرودگاه بین‌المللی ملبرن - ملبورن، فلوریدا
- KMLD – Malad City Airport – مالاد کانتی، آیداهو
- KMLF – Milford Municipal Airport – میلفورد، یوتا
- KMLI – فرودگاه بین‌المللی کواد سیتی – مولین، ایلینوی
- KMLS – فرودگاه مایلز سیتی – مایلز سیتی، مونتانا
- KMLT – فرودگاه شهری میلینوکت – Millinocket, Maine
- KMLU – فرودگاه منطقه‌ای مونرو (لوئیزیانا) – منروو، لوئیزیانا
- KMMH – فرودگاه مموث یوسمیتی – ماموت لیکس، کالیفرنیا
- KMMI - فرودگاه شهرستان مک‌مین - آتن، تنسی
- KMMK – فرودگاه شهری مریدن مارکم – مریدن، کانتیکات
- KMMS – Selfs Airport – مارک، میسیسیپی
- KMMT – پایگاه هوایی مشترک گارد ملی مک‌انتیر – استوور، کارولینای جنوبی
- KMMU – فرودگاه شهری مریستاون – موریستاون، نیوجرسی
- KMMV – فرودگاه شهری مک‌مین‌ویل – مکمینویل، اورگن
- KMNI – فرودگاه سانتی کوپر رجیونال – منینگ، کارولینای جنوبی
- KMNZ – فرودگاه شهری همیلتون (تگزاس) – همیلتون، تگزاس
- KMOB (MOB) – فرودگاه منطقه‌ای موبایل – موبیل
- KMOD – فرودگاه مادستو سیتی-کانتی – مودستو، کالیفرنیا
- KMOR - فرودگاه مور-مورل - موریستاون، تنسی
- KMOT – فرودگاه بین‌المللی ماینت – ماینت، داکوتای شمالی
- KMPE – فرودگاه شهری فیلادلفیا – فیلادلفیا، میسیسیپی
- KMPI - فرودگاه ماریپوسا-یوسمیتی - Mariposa, California
- KMPJ – فرودگاه پتی ژان پارک – موریلتون، آرکانزاس
- KMPO – Pocono Mountains Municipal Airport – Mount Pocono, Pennsylvania
- KMPR – McPherson Airport – مک‌فرسون، کانزاس
- KMPV – فرودگاه ایالتی ادوارد اف کناپ – Barre-مونپلیه (ورمانت)
- KMQI – فرودگاه منطقه‌ای شهرستان دیر – مانتو، کارولینای شمالی
- KMQJ – فرودگاه منطقه‌ای ایندیانپلیس – ایندیاناپولیس
- KMQS – فرودگاه چستر کانتی گ. و. کارلسن – کوتسویل، پنسیلوانیا
- KMQY – فرودگاه اسمیرنا (تنسی) – اسمرنا، تنسی
- KMRH – فرودگاه صحرایی مایکل ج. اسمیت – بووفرت، کارولینای شمالی
- KMRN – Morganton-Lenoir Airport – مرگنتن، کارولینای شمالی
- KMRY – فرودگاه منطقه‌ای مانتری – مونته ری، کالیفرنیا
- KMRB – فرودگاه منطقه‌ای ایسترن دبلیو وی (Shepherd Field) – مارتینزبرگ، ویرجینیای غربی
- KMSL (MSL) – فرودگاه منطقه‌ای نورث‌وست آلاباما – ماسل شائولز، آلاباما
- KMSO – فرودگاه بین‌المللی میسولا – میزولا، مونتانا
- KMSN – فرودگاه منطقه‌ای شهرستانی دین – مدیسن، ویسکانسین
- KMSP – فرودگاه بین‌المللی مینیاپولیس−سنت پل – بلومینگتون، مینه‌سوتا
- KMSS – فرودگاه بین‌المللی ماسنا – Massena, New York
- KMSV – فرودگاه بین‌المللی شهرستان سالیوان – Monticello, New York
- KMSY – فرودگاه بین‌المللی لوئیز آرمسترانگ نیو اورلنان – نیواورلئان
- KMTC – پایگاه محافظتی ملی سلفریدگ – مونت‌کلمنز، میشیگان
- KMTH - فرودگاه ماراتون فلوریدا کیز - ماراتون، فلوریدا
- KMTJ – فرودگاه منطقه‌ای مونتروز – مونترو، کلرادو
- KMTN – فرودگاه مارتن استیت – بالتیمور
- KMTP – فرودگاه مونتوک – Montauk, New York
- KMTV – فرودگاه بلوریج – مارتینزویل، ویرجینیا
- KMTW - فرودگاه شهرستان منیواک - مینتوواک، ویسکانسین
- KMUO – پایگاه هوایی نیروهای ویژه ماونتن هووم – مانتین هوم، آیداهو
- KMUT – فرودگاه مسقطین شهری – موسکتین، آیووا
- KMUU – Huntingdon County Airport – Mount Union, Pennsylvania
- KMVC (MVC) – فرودگاه مونرو کانتی (آلاباما) – مونروویل، آلاباما
- KMVI – Monte Vista Municipal Airport – مونت ویستا، کلرادو
- KMVL – فرودگاه ایالتی موریسویل-ستوو – Morrisville, Vermont
- KMVM – فرودگاه دره مچیاس – Machias, Maine
- KMVY – فرودگاه مارتاز وینیرد – Vineyard Haven, Massachusetts
- KMWH – فرودگاه بین‌المللی شهرستان گرنت – مؤسس لیک، واشینگتن
- KMWK – فرودگاه شهرستان ماونت ایری/سوری – ماونت ایری، کارولینای شمالی
- KMXA – فرودگاه شهری مانیلا – مانیلا (آرکانزاس)
- KMXF (MXF) – پایگاه نیروی هوایی ماکسول – مونتگمری
- KMYF – فرودگاه صحرایی مانتگامری – سن دیگو
- KMYL – فرودگاه شهری مک‌کال – مک‌کال، آیداهو
- KMXO – فرودگاه منطقه‌ای مونتیچلو – مانتیچلو، آیووا
- KMYR – فرودگاه بین‌المللی میرتل بیچ – مرتل بیچ، کارولینای جنوبی
- KMYV – فرودگاه کانتی یوبا – ماریس ویل، کالیفرنیا
- KMYZ – Marysville Municipal Airport – ماریسویل، کانزاس
- KMZJ (MZJ) – محله هوایی پینال – شهرستان پاینال، آریزونا

### KN
- KNAB – Naval Air Station Albany – آلبانی، جورجیا
- KNBC – پایگاه نیروی هوایی، دریایی بیوفورت – بووفرت، کارولینای جنوبی
- KNBJ (NHX) – میدان هوایی بارین – فولی، آلاباما
- KNCA – پایگاه نیروی هوایی، دریایی نیوریور – جکسنویل، کارولینای شمالی
- KNDY – Naval Surface Warfare Center Dahlgren – Dahlgren, Virginia
- KNEL – فرودگاه جی‌بی ام‌دی‌ال لیک‌هرست – لیکهورست، نیوجرسی
- KNEN - Naval Outlying Field Whitehouse - جکسون‌ویل
- KNEW - فرودگاه نیو اورلئان لیک فرانت - نیواورلئان
- KNFE – میدان هوایی فنترس – Fentress, Virginia
- KNFD – میدان هوایی سومردال – سامردیل، آلاباما
- KNFG – پایگاه نیروی هوایی، دریایی پندلتن - کالیفرنیا
- KNFJ - Naval Outlying Field Choctaw - میلتون، فلوریدا
- KNFL – پایگاه هوایی فالون – فالون، نوادا
- KNFW - پایگاه هوایی موقت فرت ورت - فورت وورث
- KNGP - پایگاه هوایی کرپس چریستی - کورپس کریستی
- KNGS - میدان هوایی سنتا روسا - میلتون، فلوریدا
- KNGU – Naval Station Norfolk – نورفوک، ویرجینیا
- KNGZ – پایگاه هوایی المیدا – آلامدا، کالیفرنیا
- KNHL – Naval Outlying Field Wolf – فولی، آلاباما
- KNHK – پایگاه هوایی رودخانه پاتوکسنت – Patuxent River, Maryland
- KNHZ – پایگاه هوایی برانزویک – Brunswick, Maine converted to civilian use see KBXM
- KNID – پایگاه نیروی هوایی دریایی چین – ریجی کرست، کالیفرنیا
- KNIP – پایگاه هوایی جکسنویل – جکسون‌ویل
- KNJK – پایگاه امکانات هوایی ال سنترو – ال سنترو، کالیفرنیا
- KNJM – فرودگاه مارین کروپس اوگزیلیری لندینگ بوگ – اسوانسبورو، کارولینای شمالی
- KNJW – Joe Williams Nolf Airport – مریدیان، میسیسیپی
- KNKL - Naval Outlying Field Holley - فورت والتون بیچ، فلوریدا
- KNKT – پایگاه نیروی هوایی، دریایی چری پوینت – پایگاه نیروی هوایی، دریایی چری پوینت
- KNKX – پایگاه نیروی هوایی، دریایی میرامار – سن دیگو
- KNLC – پایگاه هوایی لمور – لمور، کالیفرنیا
- KNMM – پایگاه هوایی مریدیان – مریدیان، میسیسیپی
- KNOW – Coast Guard Air Station Port Angeles – پورت آنجلس، واشینگتن
- KNPA – پایگاه هوایی پنسکوولا - پنساکولا، فلوریدا
- KNPI - Naval Outlying Field Site 8 - پنساکولا، فلوریدا
- KNQA – فرودگاه منطقه‌ای میلینگتون – میلینگتون، تنسی
- KNQB – Naval Outlying Field Silverhill – Robertsdale, Alabama
- KNQX – پایگاه هوایی کی وست – Boca Chica Key, Florida
- KNRA – میدان هوایی کوپویل – Coupeville, Washington
- KNRB – پایگاه هوایی مایپورت – جکسون‌ویل
- KNRN – Norton Municipal Airport – نرتون، کانزاس
- KNRQ - میدان هوایی اسپنسر - Pace, Florida
- KNRS – میدان هوایی نیول اوتلایینگ لندینگ ایمپیریال بیچ – ایمپریال بیچ، کالیفرنیا
- KNSI – میدان هوایی جزیره سان نیکولاس – San Nicolas Island, California
- KNTD – پایگاه هوایی پوینت موگو – اوکس نارد، کالیفرنیا
- KNTK – Marine Corps Air Station Tustin – سانتا آنا، کالیفرنیا
- KNTU – پایگاه هوایی وسانا – ویرجینیابیچ
- KNUC – میدان هوایی جزیره سان کلمنته – سان کلمنت، کالیفرنیا
- KNUI – Webster Nolf Airport – Saint Inigoes, Maryland
- KNUN - فرودگاه منطقه سوفلی - پنساکولا، فلوریدا
- KNUQ – فرودگاه صحرایی فدرال موفت – مانتین ویو
- KNUW – پایگاه هوایی جزیره وهیدبی – اوک هاربور، واشینگتن
- KNVI - Naval Outlying Field Pace - Wallace, Florida
- KNWL - Naval Outlying Field Waldron - کورپس کریستی
- KNYG – تسهیلات هوایی شرکت مرین – کوانتیکوو، ویرجینیا
- KNYL (YUM) – فرودگاه بین‌المللی یوما / پایگاه نیروی هوایی، دریایی یوما – یوما، آریزونا
- KNXP – Marine Corps Air Ground Combat Center Twentynine Palms – توئنتی ناین پالمز، کالیفرنیا
- KNXX – پایگاه هوایی موقت ویلوو گروو – Willow Grove, Pennsylvania
- KNZJ – پایگاه نیروی هوایی، دریایی ال تورو – سانتا آنا، کالیفرنیا
- KNZY – پایگاه هوایی جزیره شمالی – سن دیگو

### KO
- KOAJ – Ellis Airport – جکسنویل، کارولینای شمالی
- KOAK – فرودگاه بین‌المللی اوکلند – اوکلند
- KOAR – فرودگاه شهری مرینا – مارینا، کالیفرنیا
- KOBE - فرودگاه اووکیچووبی کانتی - اوکیچوبی، فلوریدا
- KOBI - فرودگاه شهری وودباین (نیوجرسی) - وودبین، نیوجرسی
- KOCF - فرودگاه بین‌المللی اوکلا - اوکالا، فلوریدا
- KOCW – Warren Airport – واشینگتن، کارولینای شمالی
- KODX – Evelyn Sharp Field Airport – آورد، نبراسکا
- KOEL – Oakley Municipal Airport – اووکلی، کانزاس
- KOFF – پایگاه نیروی هوایی اوففوت – اوماها
- KOFK – Stefan Memorial Airport – نورفوک، نبراسکا
- KOFP – فرودگاه منطقه‌ای شهرستان هانوفر – ریچموند، ویرجینیا / Ashland, Virginia
- KOGA – Searle Airport – اوگالالا، نبراسکا
- KOGB – ارینجبرگ میونیسپل ایرپرت – ارینجبرگ، کارولینای جنوبی
- KOGD – فرودگاه اوگدن-هینکلی – اودن، یوتا
- KOGS – فرودگاه بین‌المللی اوگدنزبرگ – اگدنس بورگ، نیویورک
- KOIC – فرودگاه نورویچ وارن ایست – نوریچ، نیویورک
- KOIN – Oberlin Municipal Airport – ، کانزاس
- KOJC – فرودگاه جانسن شهرستان ایگزکیتیو – اوولیتا، کانزاس
- KOKB – فرودگاه شهری اوشنساید – اوشن ساید، کالیفرنیا
- KOKC – فرودگاه ویل راجرز – اکلاهوما سیتی
- KOKK – فرودگاه شهری کوکومو – کوکومو، ایندیانا
- KOKS – Garden County Airport – آشکاش، نبراسکا
- KOKV – فرودگاه منطقه‌ای وینچستر – وینچستر، ویرجینیا
- KOLD – پایگاه دریایی و فرودگاه شهری اود تاون – اوولد تاون، مین
- KOLE – Cattaraugus County-Olean Airport – اولان، نیویورک
- KOLF – فرودگاه ال. ام. کلیتن – ولف پوینت، مونتانا
- KOLM – فرودگاه منطقه‌ای الیمپیا – المپیا (ایالات متحده)
- KOLS (OLS) – فرودگاه بین‌المللی نوگالس – نوگالس، آریزونا
- KOLU – فرودگاه نبراسکا شهرستان کلامبس – کلامبس، نبراسکا
- KOLV – فرودگاه اولیو برنچ – الیو برنچ، میسیسیپی
- KOLZ – Oelwein Municipal Airport – اولوین، آیووا
- KOMA – فرودگاه صحرایی اپلی – اوماها
- KOMH – Orange County Airport – Orange, Virginia
- KOMK – فروگاه اومک – اوماک، واشینگتن
- KOMN – فرودگاه شهری اورموند بیچ – اورمند بیچ، فلوریدا
- KONA – فرودگاه شهری وینونا (Max Conrad Field) – وینونا، مینه‌سوتا
- KONL – فرودگاه شهری اونیل (Baker Field) – اونیل، نبراسکا
- KONO – فرودگاه شهری انتاریو – انتاریو، اورگن
- KONP – فرودگاه شهری نیوپورت، اورگن – نیوپورت، اورگن
- KONT – فرودگاه بین‌المللی انتاریو – انتاریو، کالیفرنیا
- KONX – فرودگاه شهرستان کوریتوک – Currituck, North Carolina
- KOPF – فرودگاه اوپا-لوکا – اوپا-لوکا، فلوریدا
- KOPL - فرودگاه روستایی سنت لندری - آپلوسس، لوئیزیانا
- KOQN – فرودگاه برندیواین – West Chester, Pennsylvania
- KOQU (OQU) – فرودگاه ایالت کوینست – North Kingstown, Rhode Island
- KORB - فرودگاه منطقه‌ای اور - اور، مینه‌سوتا
- KORD – فرودگاه بین‌المللی اوهیر شیکاگو – شیکاگو
- KORE – فرودگاه شهری اورنج – اورنج، ماساچوست
- KORF – فرودگاه بین‌المللی نورفولک – نورفوک، ویرجینیا
- KORG – فرودگاه شهرستان اورنج (تگزاس) – اورنج، تگزاس
- KORH – فرودگاه محلی ورسستر – ووستر، ماساچوست
- KORL - فرودگاه اجرایی اورلندو - اورلندو، فلوریدا
- KORS – فرودگاه جزیره اورکاس – Eastsound, Washington
- KOSH – Whittman Regional Airport – اشکوش، ویسکانسین
- KOSU – فرودگاه اووهایوو استیت یونورسیتی – کلمبوس
- KOSX – Kosciusko Attala County Airport – کاسکیوسکوو، میسیسیپی
- KOTH – فرودگاه محلی ساوثوست اورگان – نورت بند، اورگن
- KOTM - فرودگاه منطقه‌ای اتوموا - اوتوموا، آیووا
- KOUN – فرودگاه وست هایمر دانشگاه اکلاهما – نورمن، اکلاهما
- KOVE – فرودگاه شهری اوروویل – اوروویل، کالیفرنیا
- KOVS - فرودگاه بوسکوبل - بوسکوبل، ویسکانسین
- KOWB – فرودگاه محلی اوونسبرو-دیویس – اوونزبروو، کنتاکی
- KOWD – فرودگاه نوروود مموریال – نوروود، ماساچوست
- KOWI – فرودگاه شهری اوتاوا – اوتاوا، کانزاس
- KOWK – فرودگاه آو نوریدگووک سنترال مین – Norridgewock, Maine
- KOXB – فرودگاه اوشن مریلند سیتی – اووشن، مریلند
- KOXC – فرودگاه واتربری-آکسفورد – آکسفورد، کنتیکت
- KOXD – فرودگاه دانشگاه میامی – آکسفورد، اوهایو
- KOXR – فرودگاه اوکسنارد – اوکس نارد، کالیفرنیا
- KOYM – فرودگاه شهری سینت ماریس – سنت. ماریس، پنسیلوانیا
- KOZR (OZR) – فرودگاه صحرایی کنز – فورت راکر، آلاباما / اوزارک، آلاباما

### KP
- KPAE – پایگاه هوایی پین (پایگاه هوایی پین) – اورت، واشینگتن
- KPAM - پایگاه نیروهوایی تیندال - پاناما سیتی، فلوریدا
- KPAN (PJB) – فرودگاه پیسون – پیزان، آریزونا
- KPAO – فرودگاه پالو آلتو – پالو آلتو
- KPBF – فرودگاه صحرایی گریدر – پاین بلاف، آرکانزاس
- KPBG – فرودگاه بین‌المللی پلتسبورگ – Plattsburgh, New York
- KPBI - فرودگاه بین‌المللی پالم بیچ - وست پالم بیچ، فلوریدا
- KPBX – فرودگاه پایک کانتی، کنتاکی (Hatcher Field) - پیکویل، کنتاکی
- KPCM – فرودگاه پلنت سیتی – پلنت سیتی، فلوریدا
- KPCU – Picayune-Pearl River County Airport – پیکیون، میسیسیپی
- KPCZ - فرودگاه شهری وپاکا - واپاکا، ویسکانسین
- KPDC - فرودگاه شهری پرری دو شین - پریری دو چیئن، ویسکانسین
- KPDK – فرودگاه دکالب-پیچتر – آتلانتا
- KPDT – فرودگاه منطقه‌ای ایسترن اریگن – پندلتن، اورگن
- KPDX – فرودگاه بین‌المللی پورتلند – پورتلند، اورگن
- KPEO – فرودگاه پن یان – Penn Yan, New York
- KPFC – فرودگاه ایالتی پاسیفیک سیتی – Pacific City, Oregon
- KPFN – فرودگاه بین‌المللی پاناما سیتی-بی کانتی – پاناما سیتی، فلوریدا
- KPGA (PGA) – فرودگاه شهری پیج – پیج
- KPGD - فرودگاه شارلوت کانتی - پونتا گوردا، فلوریدا
- KPGR – پایگاه هوایی کرک – پاراگولد (آرکانزاس)
- KPGV – فرودگاه پیت گرینویل – گرینویل، کارولینای شمالی
- KPHF – فرودگاه بین‌المللی نیو پورت نیوز/ویلیامسبورگ – نیوپورت نیوز
- KPHG – Phillipsburg Municipal Airport – فیلیپسبورگ، کانزاس
- KPHH – فرودگاه رابرت اف. اسوینی – اندروز، کارولینای جنوبی
- KPHK - فرودگاه پالم بیچ کانتی گلیدز - پاهوکی، فلوریدا
- KPHL – فرودگاه بین‌المللی فیلادلفیا – فیلادلفیا
- KPHP – Philip Airport – فیلیپ، داکوتای جنوبی
- KPHT – فرودگاه شهرستان هنری – پاریس، تنسی
- KPHX (PHX) – فرودگاه بین‌المللی فینکس اسکای هاربر – فینیکس، آریزونا
- KPIA – فرودگاه بین‌المللی ژنرال وین براندزینو داونینگ پیوریا – پئوریا، ایلینوی
- KPIB – فرودگاه منطقه‌ای هاتیسبورگ-لاورل – هتیزبرگ، میسیسیپی
- KPIE – فرودگاه بین‌المللی سن پترزبورگ-کلیرواتر – سن پترزبورگ، فلوریدا
- KPIH – فرودگاه محلی پوکاتلو – پوکاتلو، آیداهو
- KPIR – فرودگاه منطقه‌ای پییر – پییر
- KPIT – فرودگاه بین‌المللی پیتسبورگ – پیتسبورگ
- KPKB – فرودگاه منطقه‌ای مید-اوهایو ولی – پارکرزبرگ، ویرجینیای غربی
- KPKV - فرودگاه منطقه‌ای کالهون (تگزاس) - پورت لاواکا، تگزاس
- KPLB (PLB) – فرودگاه کلینتون کاونتی (closed) – پلاتس بورگ، نیویورک
- KPLK – فرودگاه‌ام. گراهام کلارک فیلد – برنسون، میزوری، Hollister, Missouri, Point Lookout, Missouri
- KPLR (PLR) – فرودگاه شهرستان سنت کلیر – پل سیتی، آلاباما
- KPMB – Pembina Municipal Airport – پمبنا، داکوتای شمالی
- KPMD – فرودگاه منطقه‌ای لا/پالمدال – پالم دیل، کالیفرنیا
- KPMV – Plattsmouth Municipal Airport – پلاتسمووته، نبراسکا
- KPMZ – فرودگاه شهری پلیموث، کارولینای شمالی – پلیمت، کارولینای شمالی
- KPNA – Ralph Wenz Field Airport – پیندال، وایومینگ
- KPNE – فرودگاه شمال‌شرقی فیلادلفیا – فیلادلفیا
- KPNM - فرودگاه شهری پرینستن، مینه‌سوتا - پرینستن، مینه‌سوتا
- KPNN – فرودگاه شهری پرینستن، مین – Princeton, Maine
- KPNS – فرودگاه بین‌المللی پنساکولا – پنساکولا، فلوریدا
- KPOB – فرودگاه صحرایی ارتشی پوپ – فییتویل، کارولینای شمالی
- KPOC – فرودگاه صحرایی براکت – لا ورن، کالیفرنیا
- KPOU – فرودگاه شهرستان دوتچس – پوگکیپسی، نیویورک
- KPOY – Powell Municipal Airport – پاول، وایومینگ
- KPPF – فرودگاه تری-سیتی – پارسونز، کانزاس
- KPQI – Northern Maine Regional At Presque Airport – پرسک آیل، مین
- KPQL – فرودگاه بین‌المللی ترنت لات – پسکگولا، میسیسیپی
- KPRB – فرودگاه شهری پاسو روبلس – پاسو روبلز، کالیفرنیا
- KPRC (PRC) – فرودگاه صحرایی برندزینو لاو فیلد (Ernest A. Love Field) – پرسکت، آریزونا
- KPRN – فرودگاه مک کرنشاو مموریال – گرینویل، آلاباما
- KPRX – فرودگاه صحرایی کاکس – پاریس، تگزاس
- KPSB – فرودگاه منطقه‌ای مید-استیت – Philipsburg, Pennsylvania
- KPSC – فرودگاه تری-سیتیز (واشنگتن) – پاسکو، واشینگتن
- KPSF – فرودگاه شهری پیتسفیلد – پیتزفیلد، ماساچوست
- KPSK – فرودگاه نیو ریور ولی – Dublin, Virginia
- KPSM – فرودگاه بین‌المللی پورتسموث ات پیس – ریموند، نیوهمپشایر
- KPSO - Stevens Field - پاگوسا اسپرینگز، کلرادو
- KPSP – فرودگاه بین‌المللی پالم اسپرینگز – پالم اسپرینگز
- KPTB – Dinwiddie County Airport – پیترزبورگ، ویرجینیا
- KPTD – فرودگاه شهری پوتس‌دام – Potsdam, New York
- KPTN - فرودگاه هری ویلیمز مموریال - پترسن، لوئیزیانا
- KPTS – فرودگاه شهرستان اتکینسن – پیتسبورگ، کانزاس
- KPTT – فرودگاه محلی پرات – پرت، کانزاس
- KPTV – فرودگاه شهری پورترویل – پورترویل، کالیفرنیا
- KPTW – فرودگاه پوتس‌تاون لیمرک – Pottstown, Pennsylvania
- KPUB – فرودگاه پوبلو مموریال – پوابلو، کلرادو
- KPUC – Carbon County Airport – پرایس، یوتا
- KPUJ - فرودگاه محلی پولدینگ کانتی - دالاس، جورجیا
- KPUW – فرودگاه محلی پولمان، موسکو – پولمن، واشینگتن
- KPVB - فرودگاه شهری پلتویل - پلتیویل، ویسکانسین
- KPVC – فرودگاه شهری پراوینستاون – پراوینستاون
- KPVD – فرودگاه تی. اف. گرین – پراویدنس
- KPVE - فرودگاه منطقه‌ای بیچ ریور - Darden, Tennessee
- KPVF – فرودگاه پلسرویل – پلیسرویل، کالیفرنیا
- KPVG – فرودگاه اختصاصی همپتن رود – نورفوک، ویرجینیا
- KPVU – فرودگاه شهری پروو – پرووو، یوتا
- KPWD – Sher-Wood Airport – پلنتیوود، مونتانا
- KPWK - فرودگاه شیکاگوو ایگزکیتیو (formerly PalWaukee) - Wheeling, Illinois
- KPWM – فرودگاه جت بین‌المللی پورتلند – پورتلند، مین
- KPWT – فرودگاه برمرتن ناشنال – برمرتون، واشینگتن
- KPXE - فرودگاه پری هوستون کانتی - پری، جورجیا
- KPYG – Pageland Airport – پاگلاند، کارولینای جنوبی
- KPYM – فرودگاه شهری پلیموث، ماساچوست – پلیموت، ماساچوست
- KPYP – فرودگاه منطقه‌ای شهرستان سنتر–پیدمونت–چروک – سنتر، آلاباما

### KQ
(متار weather station sites operated by the ایالات متحده آمریکا وزارت دفاع ایالات متحده آمریکا)
- KQA7 - ترین‌کوت،  Afghanistan
- KQAD -  FOB Echo , Al Diwaniyah, Iraq
- KQAE - al Musayyib FOB, Iraq
- KQAJ - Al Asad AB, Iraq
- KQAQ - Camp Taji, Iraq
- KQAX - Camp Victory (فرودگاه بین‌المللی بغداد), Iraq
- KQAY - Patton AAF, Camp Arifjan, Kuwait
- KQCO -  FOB Q-West  (Al-Qayyarah), Iraq
- KQCT - Ar Ramādī, Iraq
- KQCU -  Fort Chaffee , Arkansas
- KQD9 - FOB Salerno, Khost, Afghanistan
- KQDM - Orgun, Afghanistan
- KQEZ - پایگاه هوایی ال-تاکادوم،  Iraq
- KQGV - پایگاه هوایی علی السالم،  Kuwait
- KQGX – Al Dhafra AB, United Arab Emirates
- KQIR – پایگاه هوایی العدید،  Qatar
- KQIU - Fire Base Lilley, Shkin, Afghanistan
- KQL5 - جلال‌آباد (افغانستان), Afghanistan
- KQMA -  Camp Fallujah , Iraq
- KQMG - Mudaysis, Iraq
- KQMH - Camp Korean Village (KV) (رطبه), Iraq
- KQNC - Souda Bay AB, Greece
- KQNN - ناپل،  Italy
- KQNS - پایگاه هوایی سیگونلا،  Italy
- KQNT - NAS Keflavik, Iceland
- KQNY - رمادی،  Iraq
- KQOS - Oscura Range, New Mexico
- KQPC - Camp Gannon (حصیبه), Iraq
- KQPD - COP حدیثه, Iraq
- KQRY - غزنی،  Afghanistan
- KQSA - میدان هوایی بگرام،  Afghanistan
- KQSE - موصل،  Iraq
- KQSL - COB Speicher (Al Sahra Airfield), Iraq
- KQSM - پایگاه هوایی میساوا،  Japan
- KQSR - شرن،  Afghanistan
- KQTA - پایگاه امکانات هوایی اتسوگی،  Japan
- KQTI - تلعفر،  Iraq
- KQTO - پایگاه شکاری بلد،  Iraq
- KQTU - FOB Marez (موصل), Iraq
- KQTX - پایگاه هوایی کرکوک،  Iraq
- KQTZ - فرودگاه بین‌المللی بغداد،  Iraq
- KQVO - القائم، عراق،  Iraq
- KQWM - Camp Buehring, Kuwait
- KQXJ - پایگاه هوایی علی (ناصریه), Iraq
- KQXN - نجف،  Iraq
- KQYB - فاوره،  Romania

### KR
- KRAC – فرودگاه جان اچ. بتن – ریسین، ویسکانسین
- KRAL – فرودگاه شهری ریورساید – ریورساید
- KRAP – فرودگاه محلی رپید سیتی – رپید سیتی، داکوتای جنوبی
- KRAW – فرودگاه شهری وارساو (میسوری) – Warsaw, Missouri
- KRBD – فرودگاه دالاس ایگزکیتیو – دالاس
- KRBE – فرودگاه راک کانتی – باست، نبراسکا
- KRBG – فرودگاه محلی رسبورگ – رسبورگ، اورگن
- KRBL – فرودگاه شهری رد بلاف – رد بلاف، کالیفرنیا
- KRBM – فرودگاه نظامی رابینسون – Camp Robinson, Arkansas
- KRBW – فرودگاه محلی لوکانتری – والتربورو، کارولینای جنوبی
- KRCA – پایگاه نیروی هوایی الزورت – رپید سیتی، داکوتای جنوبی
- KRCM - فرودگاه اسکای‌هیون (میزوری) - وارنزبرگ، میزوری
- KRCT - فرودگاه صحرایی نارترون - رید سیتی، میشیگان
- KRDD – فرودگاه شهری ردینگ – ردینگ، کالیفرنیا
- KRDG – فرودگاه محلی ریدینگ – ریدینگ، پنسیلوانیا
- KRDM – فرودگاه رابرت فیلد (Redmond Municipal Airport) – ردمند، اورگن
- KRDR – پایگاه نیروی هوایی گرند فرک – گرند فرک، داکوتای شمالی
- KRDU – فرودگاه بین‌المللی رالیگ-دورهام – رالی، کارولینای شمالی
- KRED – فرودگاه رد لاج – رد لاج، مونتانا
- KREO – فرودگاه ایالت رم – Rome, Oregon
- KREI - فرودگاه شهری ردلندز - ردلندز، کالیفرنیا
- KRGK - فرودگاه محلی رد وینگ - رد وینگ، مینه‌سوتا
- KRHP – فرودگاه محلی وسترن کارولینا – اندروز، کارولینای شمالی
- KRHV – فرودگاه راید هیلویو – سان‌خوزه، کالیفرنیا
- KRIC – فرودگاه بین‌المللی ریچموند – Sandston, Virginia
- KRID - Richmond Municipal Airport - ریچموند، ایندیانا
- KRIF – Richfield Municipal Airport – ریچفیلد، یوتا
- KRIL – فرودگاه محلی شهرستان گارفیلد – ریفل، کلرادو
- KRIR – فرودگاه فلباب – ریورساید
- KRIU – فرودگاه رانچو ماریتا – Rancho Murieta, California
- KRIV – پایگاه هوایی مارس جوینت ایر ریسرو – ریورساید
- KRIW – فرودگاه محلی ریورتون – ریورتون، وایومینگ
- KRJD – Ridgely Airpark – ریدگلی، مریلند
- KRKD – فرودگاه محلی شهرستان ناکس – راکلند، مین
- KRKS – فرودگاه راک اسپرینگز (سویت واترکانتی) – راک اسپرینگز، وایومینگ
- KRLD – فرودگاه ریچلند، واشینگتن – ریچ لند، واشینگتن
- KRME – فرودگاه بین‌المللی گریفیز – رم، نیویورک
- KRMN – فرودگاه محلی استافورد – Stafford, Virginia
- KRNM – فرودگاه رامونا – Ramona, California
- KRNO – فرودگاه بین‌المللی رنو تاهوئه – رینو، نوادا
- KRNT – فرودگاه شهری رنتون – رنتون، واشینگتن
- KRNV – فرودگاه شهری کلیولند می‌سی‌سی‌پی – کلیولند، میسیسیپی
- KROA – فرودگاه محلی روانوک – رونوک، ویرجینیا
- KROC – فرودگاه بین‌المللی گریتر راچستر – روچستر
- KROG – فرودگاه شهری راجرز – راجرز، آرکانزاس
- KROW – مرکز هوایی بین‌المللی راسول – رازول، نیومکزیکو
- KRPB – فرودگاه شهری بلویل – بلویل، کانزاس
- KRPD - فرودگاه محلی رایس لیک (aka Carl's Field) - رایس لیک، ویسکانسین
- KRPH –  Graham Municipal Airport  – گراهام، تگزاس
- KRPX – Roundup Airport – راونداپ، مونتانا
- KRQE – فرودگاه ویندو راک – Window Rock, Arizona
- KRRT – فرودگاه بین‌المللی واررود (Swede Carlson Field) – وارود، مینه‌سوتا
- KRSL – Russell Municipal Airport – راسل، کانزاس
- KRST – فرودگاه بین‌المللی روچستر – روچستر، مینه‌سوتا
- KRSW - فرودگاه بین‌المللی ساوثوست فلوریدا - South Fort Myers, Florida
- KRTN – فرودگاه شهری ریتون – راتون، نیومکزیکو
- KRUE – فرودگاه مقطقه‌ای راسل‌ویل – راشویل (آرکانزاس)
- KRUG – Rugby Municipal Airport – راگبی، داکوتای شمالی
- KRUQ – فرودگاه روان کانتی – سولزبری، کارولینای شمالی
- KRUT – فرودگاه منطقه‌ای روتلند ساوترن ورمانت – Rutland, Vermont
- KRVL – فرودگاه میفلن کانتی – Reedsville, Pennsylvania
- KRVS – فرودگاه ریچارد لوی جونز – شهرستان تالسا، اکلاهما
- KRWI – فرودگاه محلی راکی مانتین ویلسون – راکی ماونت، کارولینای شمالی
- KRWL – فرودگاه شهری راولینز – رولینز، وایومینگ
- KRWV - فرودگاه تگزاس، شهرستان کلدول - کالدول، تگزاس
- KRXE – Rexburg-Madison County Airport – رکسبرگ، آیداهو
- KRYN – فرودگاه رایان – توسان
- KRYV – فرودگاه شهری واترتاون (ویسکانسین) – واترتون، ویسکانسین
- KRYW – Rusty Allen Airport – لاگو ویستا، تگزاس
- KRYY – فرودگاه کاب کاونتی – کنساو، جورجیا
- KRZL - Jasper County Airport - رنسلیر، ایندیانا
- KRZN - فرودگاه شهرستان بارنت - Siren, Wisconsin
- KRZT – Ross County Regional Airport – شیلیکوت، اوهایو
- KRZZ – Halifax County Airport – روونووک رپید، کارولینای شمالی

### KS
- KSAA – فرودگاه شیورلی – اسرتووگا، وایومینگ
- KSAC – فرودگاه سکرامنتو اکزکیوتیو – ساکرامنتو
- KSAD (SAD) – فرودگاه منطقه‌ای سففرد – سفورد، آریزونا
- KSAF – فرودگاه شهرستان سانتا فه – سنتافه، نیومکزیکو
- KSAN – فرودگاه بین‌المللی سن دیه‌گو (Lindbergh Field) – سن دیگو
- KSAS – فرودگاه دریای سالتون – Salton City, California
- KSAT – فرودگاه بین‌المللی سن آنتونیو – سان آنتونیو
- KSAV - فرودگاه بین‌المللی سوننه/هیلتن حعیا - ساوانا، جورجیا
- KSAZ - Staples Municipal Airport - استپل، مینه‌سوتا
- KSBA – فرودگاه شهرستان سانتا باربارا – سنتا باربارا، کالیفرنیا
- KSBD – فرودگاه بین‌المللی سن برناردینو، کالیفرنیا – سن برناردینو، کالیفرنیا
- KSBM – فرودگاه یادبود شهرستان شیبویگان – شیبویگان، ویسکانسین
- KSBN – فرودگاه محلی سوت بند – ساوث بند، ایندیانا
- KSBP – فرودگاه منطقه‌ای سن لویس ابیسپو کانتی – سان لوئیس اوبیسپو، کالیفرنیا
- KSBS – فرودگاه استیم‌بوت اسپرینگز (Bob Adams Field) – استیمبت اسپرینگز، کلرادو
- KSBX – Shelby Airport – شلبی، مونتانا
- KSBY – فرودگاه منطقه‌ای سلیسبوری‌اوشن سیتی ویکمیکو – سولزبری، مریلند
- KSCB – فرودگاه اسکریبنر استیت – اسکریبنر، نبراسکا
- KSCD – فرودگاه شهری سیلاگوا (Merkel Field) – سیلاکوگا، آلاباما
- KSCH – فرودگاه شهرستان کانتی – سینکتدی، نیویورک
- KSCK – فرودگاه استاکتون متروپولیتن – استاکتون
- KSDC - فرودگاه ویلیامسون سودوس - Williamson/Sodus, New York
- KSDF – فرودگاه بین‌المللی لوئیزویله – لوییویل
- KSDL (SCF) – فرودگاه اسکتسدل – سکاتزدیل، آریزونا
- KSDM – فرودگاه شهری براون‌فیلد – سن دیگو
- KSDY – فرودگاه شهری سیدنی-ریچلند – سیدنی، مونتانا
- KSEA – فرودگاه بین‌المللی سیتل-تاکوما – سیاتل، واشینگتن
- KSEE – فرودگاه صحرایی گیلسپی – سن دیگو
- KSEF - فرودگاه منطقه‌ای سبرینگ - سبرینگ، فلوریدا
- KSEG – Penn Valley Airport – Selinsgrove, Pennsylvania
- KSEM (SEM) – فرودگاه صحرایی کریگ (آلاباما) – سلما، آلاباما
- KSEP - Clark Field Municipal Airport - استفنویل، تگزاس
- KSEZ (SDX) – فرودگاه سدونا، آریزونا – سدونا، آریزونا
- KSFB – فرودگاه بین‌المللی اورلندو سنفورد – سنفورد، فلوریدا
- KSFD – Wiley Airport – وینر، داکوتای جنوبی
- KSFF – فرودگاه صحرایی فلتز – اسپوکن
- KSFM – فرودگاه منطقه‌ای سنفورد – سنفورد، مین
- KSFO – فرودگاه بین‌المللی سانفرانسیسکو – شهرستان سن ماتئو
- KSFQ – Suffolk Executive Airport – سافک، ویرجینیا
- KSFZ – فرودگاه ایالتی نورث سنترال – پاتاکیت، رود آیلند
- KSGF – فرودگاه ملی اسپرینگفیلد-برانسون – اسپرینگفیلد، میزوری
- KSGJ - فرودگاه منطقه‌ای شمال‌شرقی فلوریدا - سنت آگوستین، فلوریدا
- KSGT – فرودگاه شهری استوتگارت – اشتوتگارت (آرکانزاس)
- KSGU – St. George Municipal Airport – سنت. جورج، یوتا
- KSHD – فرودگاه منطقه‌ای شننده ولی – استنتون، ویرجینیا
- KSHN – Sanderson Airport – شلتون، واشینگتن
- KSHR – فرودگاه شریدن کانتی – شریدن، وایومینگ
- KSHV – فرودگاه منطقه‌ای شروپورت – شریوپورت
- KSIF - Rockingham County Airport - استونویل، کارولینای شمالی
- KSIK - فرودگاه شهری سیکستون مموریال - سایکستون، میزوری، میزوری
- KSIY – فرودگاه سیسکیو کانتی – مونتاگو، کالیفرنیا
- KSJC – فرودگاه بین‌المللی سان خوزه – سان‌خوزه، کالیفرنیا
- KSJN (SJN) – فردودگاه صنعتی سنت جان – سینت جانز، آریزونا
- KSJT – فرودگاه منطقه‌ای سن آنجلو – سن آنجلو، تگزاس
- KSKA – پایگاه نیروی هوایی فیرچایلد – اسپوکن
- KSKF - پایگاه هوایی کلی (formerly Kelly Air Force Base) - سان آنتونیو
- KSKI - Sac City Municipal Airport - سک سیتی، آیووا
- KSKX – فرودگاه محلی تائوس – تاوس، نیومکزیکو
- KSLB – فرودگاه شهری دریاچه استورم – استورم لاک، آیووا
- KSLC – فرودگاه بین‌المللی سالت‌لیک‌سیتی – سالت‌لیک‌سیتی
- KSLE – فرودگاه صحرایی مک‌ناری – سیلم
- KSLG – فرودگاه اسمیت (آرکانزاس) – سیلوام اسپرینگز (آرکانزاس)
- KSLI – فرودگاه صحرایی لوس آلامیتوس ارتش – لوس آلامیتوس، کالیفرنیا
- KSLK – فرودگاه منطقه‌ای ادراندک – Saranac Lake, New York
- KSLN – فرودگاه شهرستان سالینا – سالینا، کانزاس
- KSLR – فرودگاه شهری سولفور اسپرینگز – سولفور اسپرینگز، تگزاس
- KSMD – فرودگاه اسمیت (ایندیانا) – فورت وین، ایندیانا
- KSME - فرودگاه لیک کامبرلند ریجنل - سامرست، کنتاکی
- KSMF – فرودگاه بین‌المللی سکرامنتو – ساکرامنتو
- KSMN – فرودگاه شهری لمی – سالمون، آیداهو
- KSMO – فرودگاه سانتا مونیکا، کالیفرنیا – سنتا مونیکا، کالیفرنیا
- KSMQ – فرودگاه سامرست (نیوجرسی) – سومرویل، نیوجرسی
- KSMS – فرودگاه سومتر – سامتر، کارولینای جنوبی
- KSMX – فرودگاه عمومی سانتا ماریا (Capt. G. Allan Hancock Field) – سانتا ماریا
- KSNA – فرودگاه جان وین – سانتا آنا، کالیفرنیا
- KSNC – Chester Airport – Chester, Connecticut
- KSNL – Shawnee Regional Airport – شنی، اکلاهما
- KSNS – فرودگاه شهرستان سلینس – سالیناس، کالیفرنیا
- KSNY – فرودگاه شهری سیدنی (نبراسکا) – سیدنی، نبراسکا
- KSOP – فرودگاه مور کانتی (کارولینای شمالی) – سادرن پاینز، کارولینای شمالی
- KSOW (SOW) – فرودگاه منطقه‌ای شو لو – شو لا، آریزونا
- KSPA – فرودگاه اسپاتانبرگ داونتون مموریال - اسپارتنبورگ، کارولینای جنوبی
- KSPB – فرودگاه صنعتی سکپپوس – سکپوس، اورگن
- KSPF – فرودگاه بلک هیلز (Clyde Ice Field) – اسپیرفیش، داکوتای جنوبی
- KSPG - فرودگاه آلبرت وهیتد - سن پترزبورگ، فلوریدا
- KSPS – فرودگاه شهری ویچیتا فالز / پایگاه نیروی هوایی شپپرد – ویچیتا فالز، تگزاس
- KSPW – فرودگاه شهری اسپنسر – اسپنسر، آیووا
- KSPX – فرودگاه خلیج هوستون – لیگ سیتی، تگزاس (closed 2002)
- KSQL – فرودگاه سن کارلوس – سان کارلوس، کالیفرنیا
- KSRC – فرودگاه شهرستان سیرکی – سرسی (آرکانزاس)
- KSRQ - فرودگاه بین‌المللی ساراستابردنتن - ساراسوتا، فلوریدا
- KSRR – فرودگاه منطقه‌ای سیرا بلنکا – رویدوسو، نیومکزیکو
- KSSC – پایگاه نیروی هوایی شاو – سامتر، کارولینای جنوبی
- KSSF – فرودگاه شهری استینسون – سان آنتونیو
- KSSN – Seneca Army Airfield – Romulus, New York
- KSSQ – فرودگاه شهری شل لیک – شل لیک، ویسکانسین
- KSTC – فرودگاه محلی سنت کلاود – سنت کلود، مینه‌سوتا
- KSTF – فرودگاه جرج ام براین – استارکویل، میسیسیپی
- KSTK – Sterling Municipal Airport – استرلینگ، کلرادو
- KSTL – فرودگاه بین‌المللی لامبرت-ست لوی – سنت لوئیس
- KSTP – فرودگاه سینت پاول داون‌تاون – سینت پال، مینه‌سوتا
- KSTS – فرودگاه چارلز م. شولتس سنوما کانتی – سانتا روزا، کالیفرنیا
- KSUA - ویثهام فیلد فرودگاه - استوارت، فلوریدا
- KSUN – فرودگاه فریدمن ممریال – هایلی، آیداهو
- KSUS - فرودگاه روح سنت لویس - سنت لوئیس
- KSUT – Brunswick County Airport – اووک آیلند، کارولینای شمالی
- KSUU – پایگاه نیرو هوایی تراویس – فیرفیلد، کالیفرنیا
- KSUW - فرودگاه ریچارد آی. بونگ - سوپریور، ویسکانسین
- KSUX – فرودگاه سو گیت‌وی – سیووکس سیتی، آیووا
- KSUZ - فرودگاه منطقه‌ای سالین کانتی - بنتون، آرکانزاس
- KSVC – فرودگاه شهرستان گرنت – سیلور سیتی، نیومکزیکو
- KSVE – فرودگاه شهری سوزان ویل – سوزان ویل، کالیفرنیا
- KSVH – Statesville Regional Airport – استیتسویل، کارولینای شمالی
- KSWF – فرودگاه بین‌المللی استیوارت – نیوبورگ، نیویورک
- KSWI – فرودگاه شهری شرمان – شرمن، تگزاس
- KSWT – Seward Municipal Airport – سورد، نبراسکا
- KSWW - فرودگاه صحرایی اونجر - سوویتواتر، تگزاس
- KSXL – Summersville Airport – سامرسویل، ویرجینیای غربی
- KSXU - فرودگاه سانتا رزا مسیر ۶۶ - تولاروسا، نیومکزیکو
- KSYF – فرودگاه شهری شاین کانتی – سنت فرانسیس، کانزاس
- KSYI - فرودگاه شهری شل‌بای‌ویل (تنسی) - شلبیویل، تنسی
- KSYL - فرودگاه نظامی رابرت - Camp Roberts، شهرستان سن لوییز اوبیسپو، کالیفرنیا
- KSYN - Stanton Airfield - Stanton, Minnesota
- KSYR – فرودگاه بین‌المللی سیراکیوز هنکاک – سیراکیوز، نیویورک
- KSZL - پایگاه هوایی وایت‌من (Whiteman AFB) - شهرستان جانسون، میزوری
- KSZP – فرودگاه سانتا پائولا، کالیفرنیا – سانتا پائولا، کالیفرنیا
- KSZT – فرودگاه سندپینت – سندپوینت، آیداهو

### KT
- KTAD – فرودگاه پری استوکس – ترینیداد، کلرادو
- KTAN – فرودگاه شهری تانتون – تانتون، ماساچوست
- KTCC – فرودگاه شهری تاکامکاری – توکومکری، نیومکزیکو
- KTCL (TCL) – فرودگاه محلی توسکالوسا – تاسکالوسا، آلاباما
- KTCM – McChord Air Force Base – تاکوما، واشینگتن
- KTCS – فرودگاه شهری تروت ار کانسیکوئنسز – تروت اور کانسکونس، نیومکزیکو
- KTCY – فرودگاه شهری تریسی (کالیفرنیا) – تریسی، کالیفرنیا
- KTDF – فرودگاه پرسون کانتی – روکسبورو، کارولینای شمالی
- KTDO – Toledo-Winston Carlock Memorial Airport – تولدو، واشینگتن
- KTEB (TEB) – فرودگاه تیتربورو – تتربورو، نیوجرسی
- KTEL - فرودگاه شهری پری کانتی - تل سیتی، ایندیانا
- KTEX – فرودگاه محلی تلوراید – تلیوراید، کلرادو
- KTGI – Tangier Island Airport – Tangier, Virginia
- KTHM – Thompson Falls Airport – تامپسن فلز، مونتانا
- KTHP – Hot Springs County Municipal Airport – ترموپولیس، وایومینگ
- KTHV – فرودگاه یورک (پنسیلوانیا) – یورک، پنسیلوانیا
- KTIK – پایگاه نیرو هوایی تینکر – اکلاهوما سیتی
- KTIW – فرودگاه تاکوما نروز – تاکوما، واشینگتن
- KTIX - فرودگاه محلی اپیس کوست - تیتوس‌ویل، فلوریدا
- KTKI – فرودگاه منطقه‌ای مکینی کولین – مک‌کینی، تگزاس
- KTKO - فرودگاه منکیتو - منکاتو، کانزاس
- KTLH - فرودگاه محلی تالاهاسی - تالاهاسی
- KTLR – فرودگاه صحرایی مفورد – تولر، کالیفرنیا
- KTMB - فرودگاه اجرایی کندال-تامیامی - میامی
- KTME - فرودگاه هوستن ایگزکیتیو - شهرستان والر، تگزاس
- KTNP – فرودگاه توئنتی ناین پالمز – توئنتی ناین پالمز، کالیفرنیا
- KTNT - فرودگاه داد-کولیر ترینینگ اند ترنزیشن - میامی
- KTNU - فرودگاه شهری نیوتاون، آیووا - نیوتون، آیووا
- KTNX – فرودگاه تونوپا تست رنج – تنوپا، نوادا
- KTOA – فرودگاه زامپرینی فیلد – تورانس، کالیفرنیا
- KTOI (TOI) – فرودگاه شهری تروی – تروی، آلاباما
- KTOL – فرودگاه تولدو اکسپرس – تولیدو، اوهایو
- KTOP – Billard Municipal Airport – توپیکا
- KTOR – Torrington Municipal Airport – ترینگتون، وایومینگ
- KTPA – فرودگاه بین‌المللی تمپا – تمپا، فلوریدا
- KTPF - فرودگاه پیتر او. نایت - Davis Island، تمپا، فلوریدا
- KTPH – فرودگاه تونوپا – تنوپا، نوادا
- KTPL – فرودگاه دراگون-میلر منطقه مرکزی تگزاس – تمپل، تگزاس
- KTQE – Tekamah Airport – تکاماه، نبراسکا
- KTQK – Scott City Municipal Airport – Scott City, Nebraska
- KTRI – فرودگاه محلی تری-سیتیز – بلوونتویل، تنسی
- KTRK – فرودگاه تروکی تاهو – تراکی، کالیفرنیا
- KTRM – فرودگاه منطقه‌ای جکلین کاکرن – پالم اسپرینگز
- KTRX - فرودگاه شهری ترنتون (میزوری) - Trenton, Missouri
- KTSP – فرودگاه شهری تهاچاپی – تهاچاپی، کالیفرنیا
- KTTA – فرودگاه رالیگ اکسس – سنفورد، کارولینای شمالی
- KTTD – فرودگاه پورتلند ترات‌دیل – پورتلند، اورگن
- KTTF - فرودگاه کاستر - مونرو، میشیگان
- KTTN – فرودگاه ترنتون-مرسر – ترنتون
- KTUL – فرودگاه بین‌المللی تالسا، اکلاهما – تالسا، اوکلاهوما
- KTUP – Tupelo Regional Airport – توپلوو، میسیسیپی
- KTUS (TUS) – فرودگاه بین‌المللی توسان – توسان
- KTVC – فرودگاه چری کپیتل – تراوس سیتی، میشیگان
- KTVL – فرودگاه دریاچه تاهو – سوت لیک تاهو، کالیفرنیا
- KTVR – Vicksburg - Tallulah Regional Airport – تلولا، لوئیزیانا
- KTVY – فرودگاه توئل ولی – توئل، یوتا
- KTWF – فرودگاه محلی مجیک والی – توین فالز، آیداهو
- KTWT - فرودگاه شهری استورگیس (کنتاکی) - استرجیس، کنتاکی
- KTXK – فرودگاه محلی تکسارکنا – تکسارکانا (آرکانزاس)
- KTYL (TYZ) – فرودگاه تیلور (آریزونا) – تیلور، آریزونا
- KTYQ - فرودگاه ایندیاناپلیس ایگزکیتیو - ایندیاناپولیس
- KTYR – فرودگاه محلی تایلر پاوندز – تایلر، تگزاس
- KTYS – فرودگاه مک‌گی تایسن – ناکسویل
- KTZR – فرودگاه صحرایی بوولتن – کلمبوس
- KTZT – Belle Plaine Municipal Airport – بل پلاین، آیووا

### KU
- KUAO – فرودگاه ایالت اورورا – ارورا، اورگن
- KUBE - فرودگاه شهری کامبرلند (ویسکانسین) - کومبرلند، ویسکانسین
- KUBS – فرودگاه کولومبوس-لووندس – کلامبس، میسیسیپی
- KUCA – فرودگاه شهرستان اونیدا – یوتیکا، نیویورک
- KUCP – فرودگاه شهری نیوکاسل – نیوکاسل، پنسیلوانیا
- KUDD – فرودگاه برمودا دونز – پالم اسپرینگز
- KUDG – فرودگاه دارلینگتن کانتی – دارلینگتون، کارولینای جنوبی
- KUES - فرودگاه وکیشا کانتی (Crites Field) - واکیشا، ویسکانسین
- KUGN – فرودگاه محلی وکیگان – وائوکه‌گان، ایلینوی
- KUIL – فرودگاه کویلایوت – Quillayute, Washington
- KUIN - فرودگاه محلی کوینسی - کوئینسی، ایلینوی
- KUKF – فرودگاه ویلکز کانتی – نرت ویلکسبورو، کارولینای شمالی
- KUKI – فرودگاه شهری یوکیا – یوکیاه، کالیفرنیا
- KUKL – فرودگاه کوفی کاونتی – بورلینگتون، کانزاس
- KUKT – فرودگاه کواکرتاون – Quakertown, Pennsylvania
- KULS – Ulysses Airport – ایولیسیز، کانزاس
- KUMP – فرودگاه شهری ایندیاناپلیس – Fishers, Indiana
- KUNI – فرودگاه گردن ک. بوش – اتنز، اوهایو / آلبانی، اوهیو
- KUNU - فرودگاه داج‌کاونتی - جونوا، ویسکانسین
- KUNV – فرودگاه پارک دانشگاه – دانشگاه ایالتی پنسیلوانیا
- KUOS – فرودگاه شهرستان فرانکلین (تنسی) – سوان، تنسی
- KUOX – فرودگاه یونیورسیتی آکسفورد – آکسفورد، میسیسیپی
- KUTS – فرودگاه منطقه‌ای هانتسویل – هانتسویل، تگزاس
- KUUU – فرودگاه ایالتی نیوپورت، رودآیلند – نیوپورت، رود آیلند
- KUVA - فرودگاه صحرایی گارنر - یووالد، تگزاس
- KUZA – فرودگاه راک هیل (یورک کانتی) (Bryant Field) – راک هیل، کارولینای جنوبی

### KV
- KVAY – فرودگاه محلی سوت جرسی – موونت هالی، نیوجرسی
- KVBG – پایگاه نیرو هوایی ون‌دن‌برگ – لامپوک، کالیفرنیا
- KVBT – فرودگاه شهری بنتونویل – بنتونویل، آرکانزاس
- KVBW – Bridgewater Airport – Bridgewater, Virginia
- KVCB – فرودگاه نات تری – واکاویل، کالیفرنیا
- KVCT – فرودگاه محلی ویکتوریا – ویکتوریا، تگزاس
- KVCV – فرودگاه حمل و نقل سوترن کالیفرنیا حمل و نقل – ویکتور ویل، کالیفرنیا
- KVDF - فرودگاه اجرایی تمپا - تمپا، فلوریدا
- KVEL – فرودگاه محلی ورنال – ورنال، یوتا
- KVER – فرودگاه یادبود جسی ویرتل – Boonville, Missouri
- KVES - فرودگاه دارک کانتی - Versailles, Ohio
- KVGT – فرودگاه نورث لاس وگاس – لاس‌وگاس
- KVIS – فرودگاه شهری ویزالیا – ویسالیا، کالیفرنیا
- KVJI – فرودگاه ویرجینیا هایلندز – ابینگدام، ویرجینیا
- KVKS – Vicksburg Municipal Airport – ویکسبرگ، میسیسیپی
- KVKX – فرودگاه صحرایی پوتوماک – فرندلی، مریلند
- KVLD - فرودگاه محلی ولدوستا - والدستا، جورجیا
- KVLL - فرودگاه واکلاند/تروی - تروی، میشیگان
- KVMR – Davidson Airport – ورمیلین، داکوتای جنوبی
- KVNC - فرودگاه شهری ونیز (فلوریدا) - ونیس، فلوریدا
- KVNY (VNY) – فرودگاه ون نویس – ون نویس، لس آنجلس
- KVPS - فرودگاه منطقه‌ای نورث‌وست (فلوریدا) - والپارایسو، فلوریدا
- KVPZ – فرودگاه محلی شهرستان پورتر – والپرایزو، ایندیانا
- KVQQ - فرودگاه سسیل - جکسون‌ویل
- KVRB - فرودگاه شهری ورو بیچ - ورو بیچ، فلوریدا
- KVSF – فرودگاه ایالتی هارتنس – Springfield, Vermont
- KVTA – فرودگاه نیو آرک-هیث – نیوارک، اوهایو
- KVTN – فرودگاه تکبانده میدان هوایی میلر – ولنتاین، نبراسکا
- KVUJ – فرودگاه شهرستان استنلی – البمارل، کارولینای شمالی
- KVUO – فرودگاه صحرایی پیرسون – ونکوور، واشینگتن
- KVVS – فرودگاه جوزف برندزینو هاردی کانلزویل – کونلسویل، پنسیلوانیا
- KVYS - فرودگاه منطقه‌ای دره ایلنوی (Walter A. Duncan Field) - پرو، ایلینوی

### KW
- KWAL – مرکز پرواز والوپ – Wallops Island، ویرجینیا
- KWAY – Greene County Airport – Waynesburg, Pennsylvania
- KWBW – فرودگاه ویلکز بار - وایومینگ ولی – ویلکس-بار، پنسیلوانیا
- KWHP – فرودگاه وایتمن – لس‌آنجلس
- KWJF – فرودگاه صحرایی ژنرال ویلیم فاکس – لان کاستر، کالیفرنیا
- KWLD – فرودگاه صحرایی استروتر – وینفیلد، کانزاس
- KWLW – فرودگاه ویلوز-گلن کانتی – ویلوز، کالیفرنیا
- KWMC – فرودگاه شهری وینموکا – وینموکا، نوادا
- KWRB – پایگاه نیرو هوایی رابینز – وارنررابینز، جورجیا، جورجیا
- KWRI – پایگاه نیروی هوایی مک‌گوار – رایتستاون، نیوجرسی
- KWRL – فرودگاه شهری ورلند – وورلاند، وایومینگ
- KWST – فرودگاه‌ایالت وسترلی – Westerly, Rhode Island
- KWVI – فرودگاه شهری واتسونویل – واتسون ویل، کالیفرنیا
- KWVL – فرودگاه واترویل ربر لافلور – وترویل، مین
- KWWD – فرودگاه کیپ می – ویلدوود، نیوجرسی
- KWYS – فرودگاه یلواستون – وست یلووستوون، مونتانا

### KX
- KXBP – فرودگاه شهری بریجپورت – بریجپورت، تگزاس
- KXFL – فرودگاه شهرستان فلگلر – بانل، فلوریدا
- KXMR – پایگاه نیروی هوایی کیپ کنورل اسکید استریپ – کوکو بیچ، فلوریدا
- KXNA – فرودگاه منطقه‌ای نورث‌وست (آرکانزاس) – فیتویل، آرکانزاس / اسپرینگدیل
- KXNO – فرودگاه صحرایی نورث آگزیلری – نورت، کارولینای جنوبی
- KXTA - منطقه ۵۱ (Area 51) - منطقه ۵۱
- KXVG – فرودگاه شهری لونگ‌ویله – لانگویل، مینه‌سوتا

### KY
- KYIP (YIP) – فرودگاه ویلسون ران – دیترویت
- KYKM (YKM) – ترمینال هوایی یاکیما (McAllister Field) – یاکیما، واشینگتن
- KYKN (YKN) – فرودگاه شهری چان گرنی – ینکتون، داکوتای جنوبی
- KYNG (YNG) – فرودگاه محلی یانگ‌استون-وارن – یونگستاون، اوهایو / وارن، اوهایو

### KZ
- KZEF – فرودگاه شهری الکین – الکین، کارولینای شمالی
- KZER – فرودگاه شهرستان سچویلکیلل (Joe Zerbey Field) – پوتسویل، پنسیلوانیا
- KZPH (ZPH) – فرودگاه شهری زفیرهیلس – زفیرهیلز، فلوریدا
- KZUN – فرودگاه بلک راک – زونی پوبلوو، نیومکزیکو
- KZZV (ZZV) – فرودگاه شهری زانسویل – زنسویل، اوهایو